# Duomo di Condrò
Il duomo di Condrò o duomo di Maria Santissima del Tindari e San Vito o Matrice, sorge in piazza Duomo e il prospetto principale si affaccia su piazza Duomo. È la più grande delle chiese di Condrò. Appartenente all'arcidiocesi di Messina-Lipari-Santa Lucia del Mela, vicariato di Milazzo sotto il patrocinio di San Francesco di Paola, arcipretura di Milazzo, parrocchia di Maria Santissima del Tindari e San Vito.

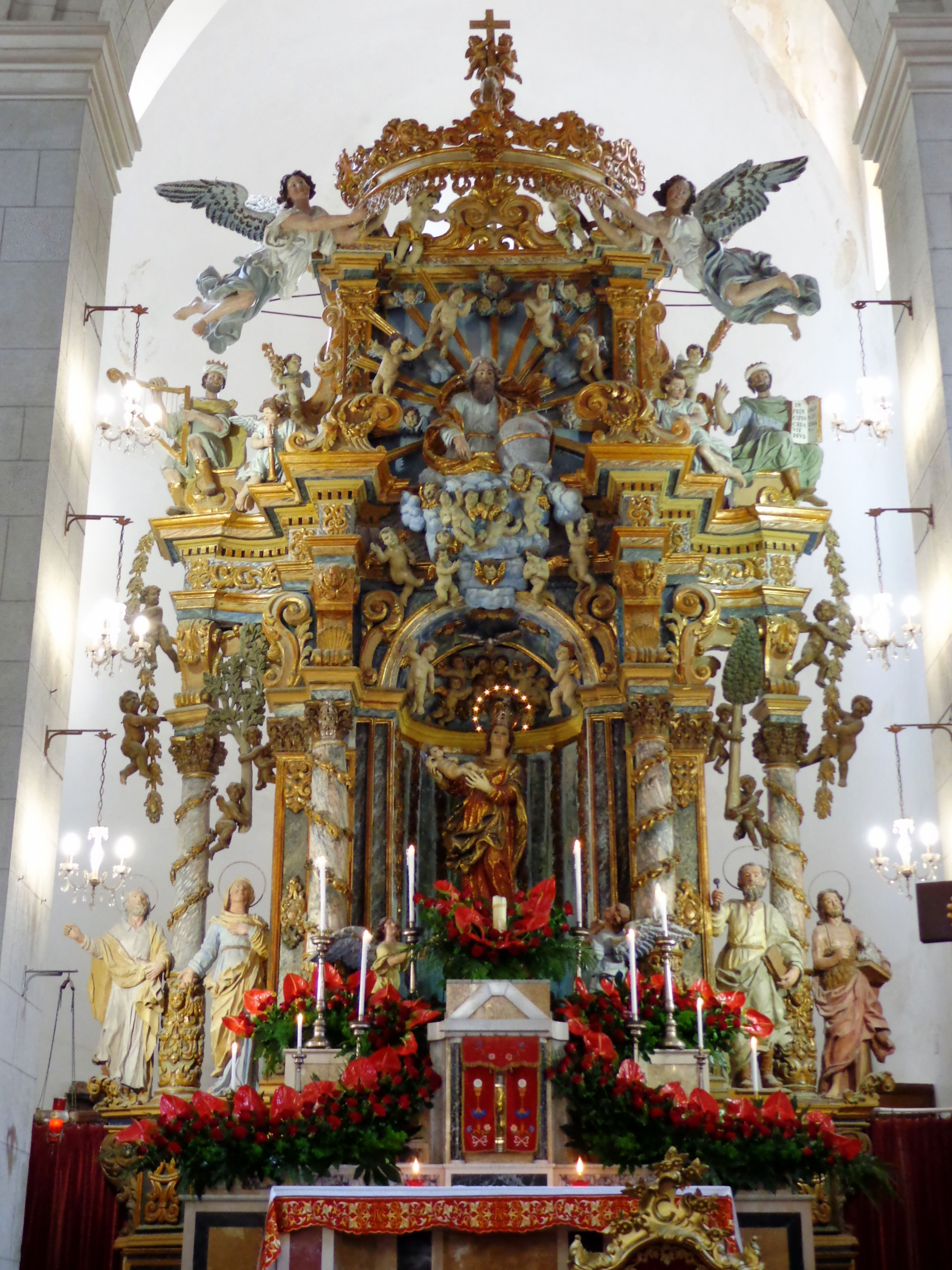
Altare Maggiore.

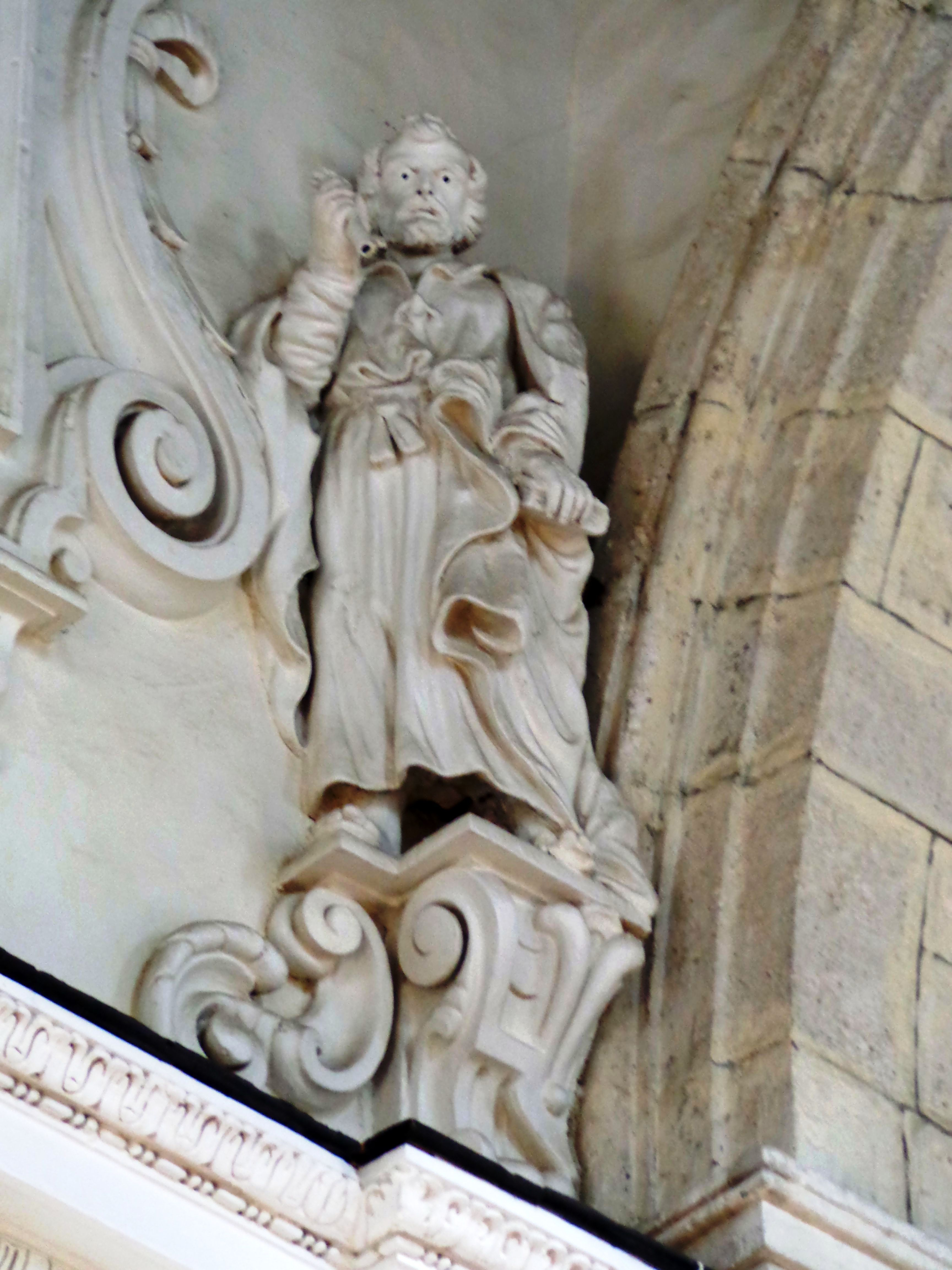
Stucchi, San Pietro.

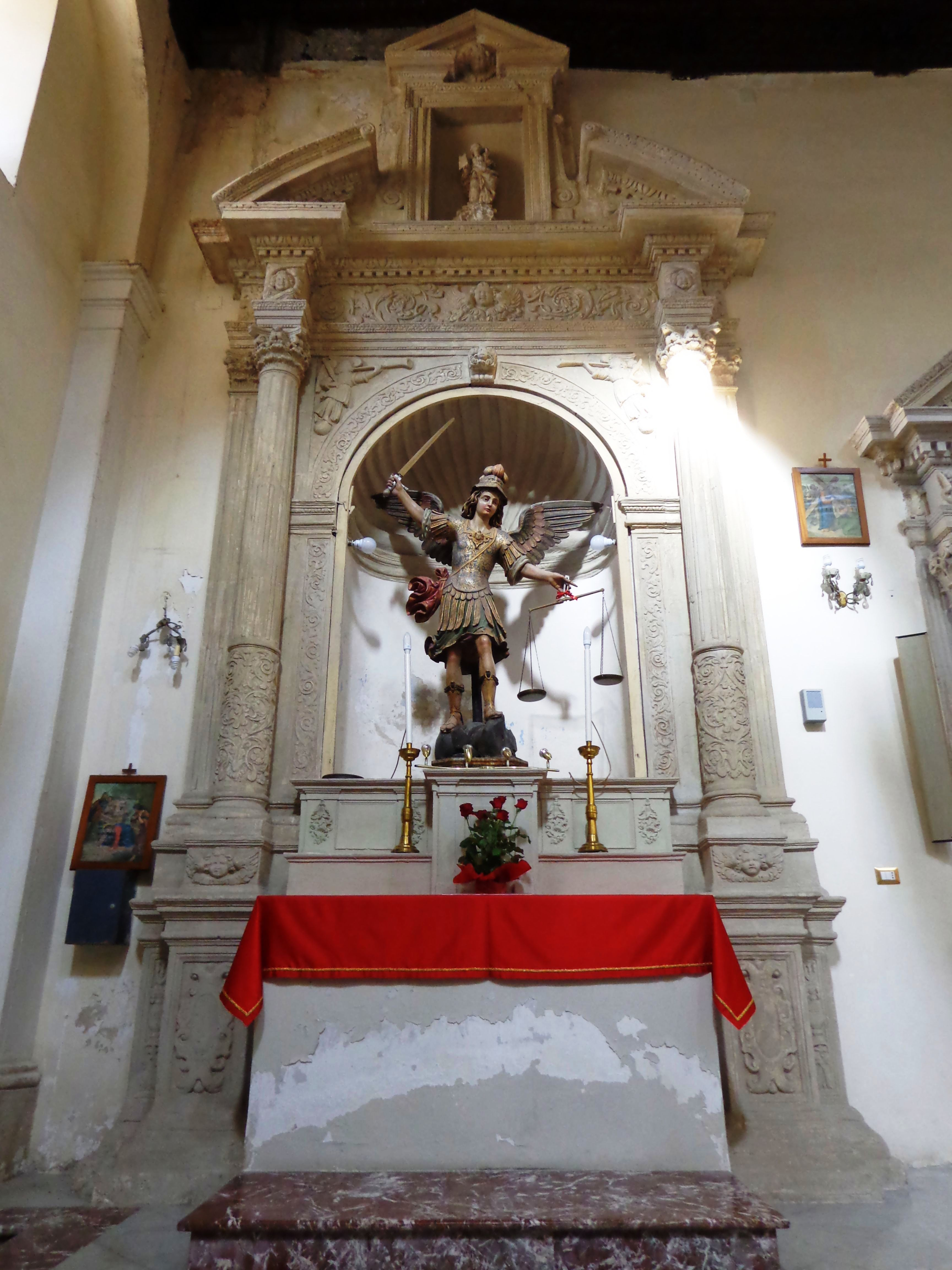
Altare di San Michele Arcangelo.

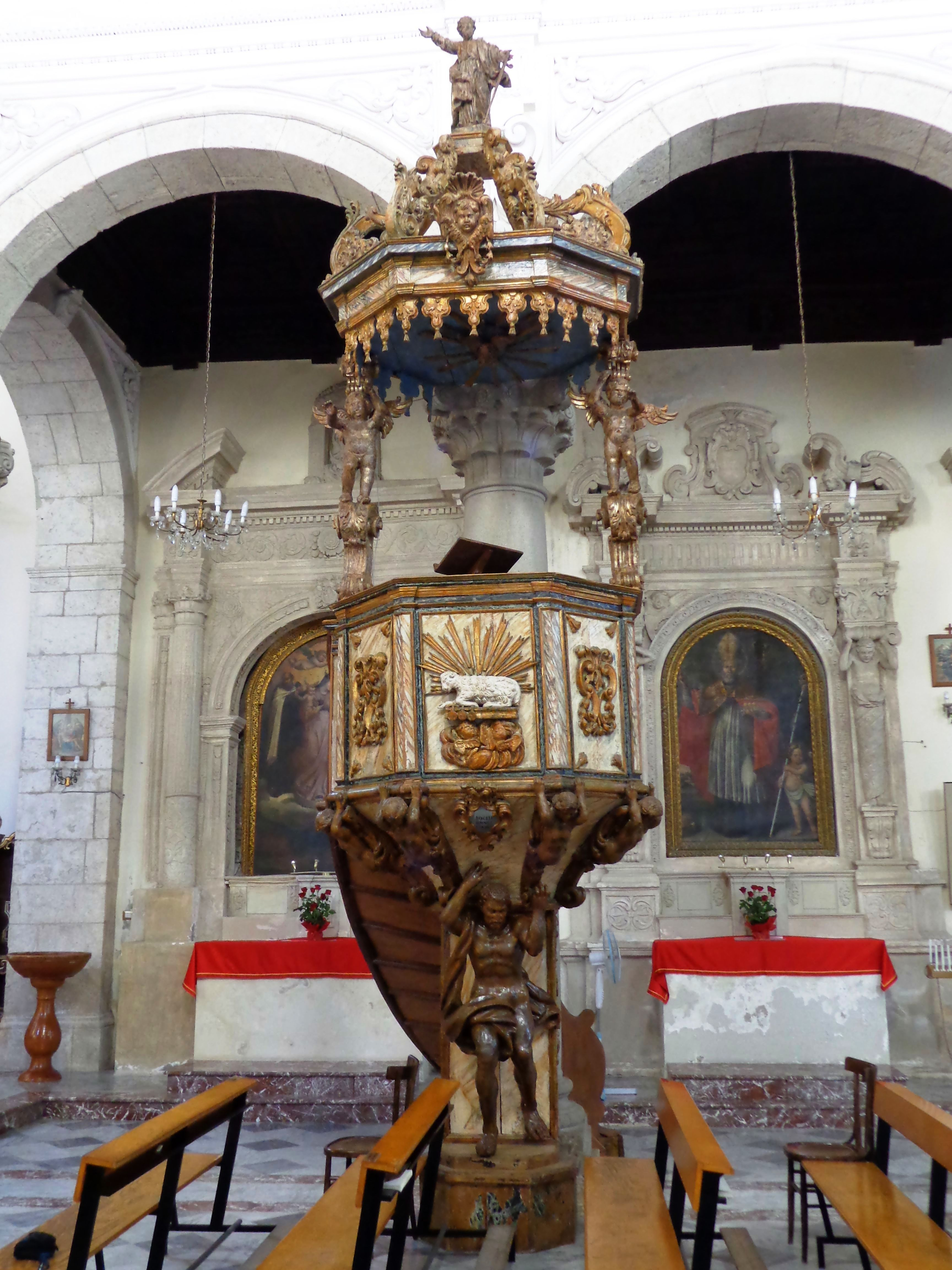
Il Pulpito.

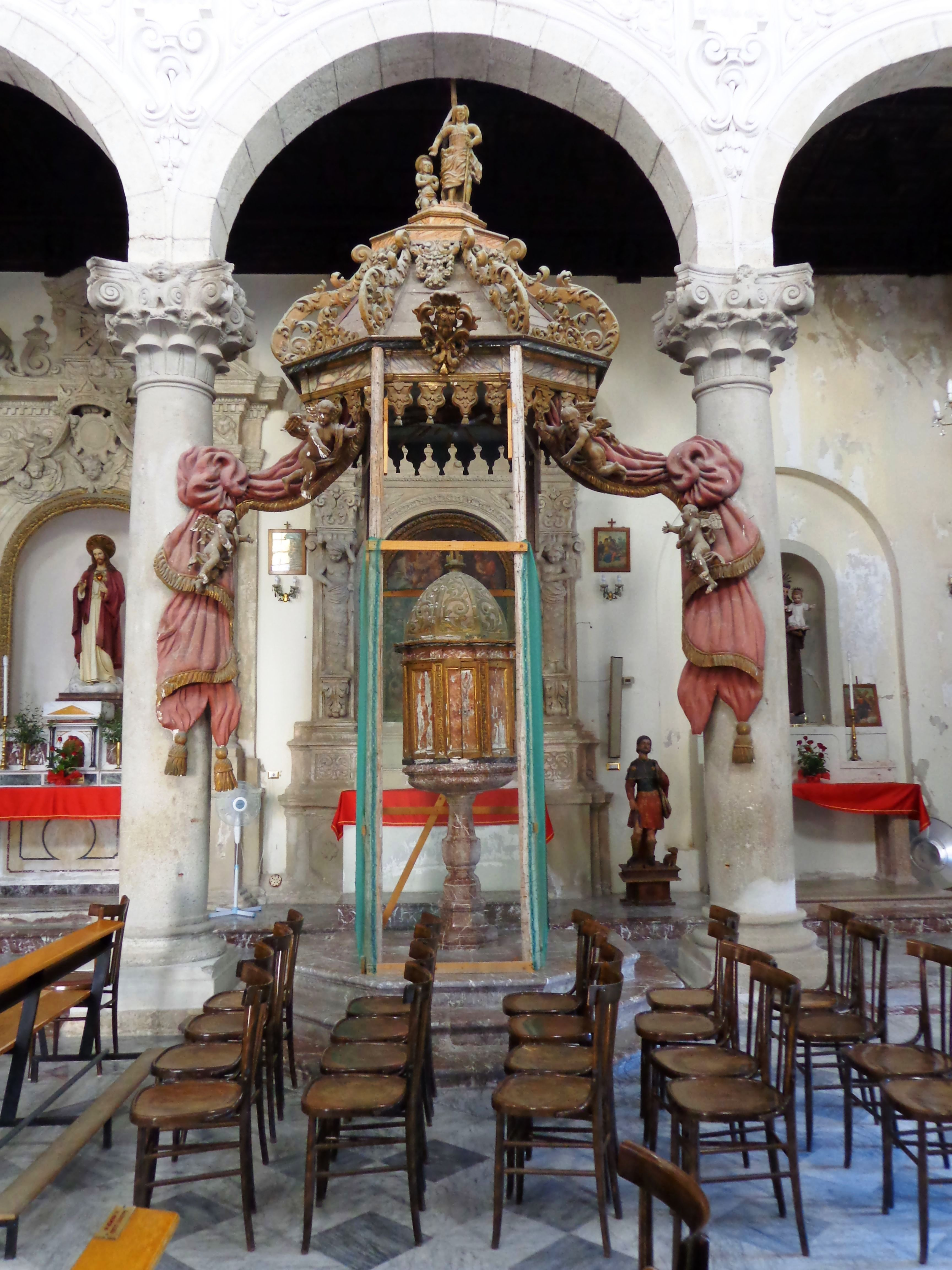
Il Fonte Battesimale.

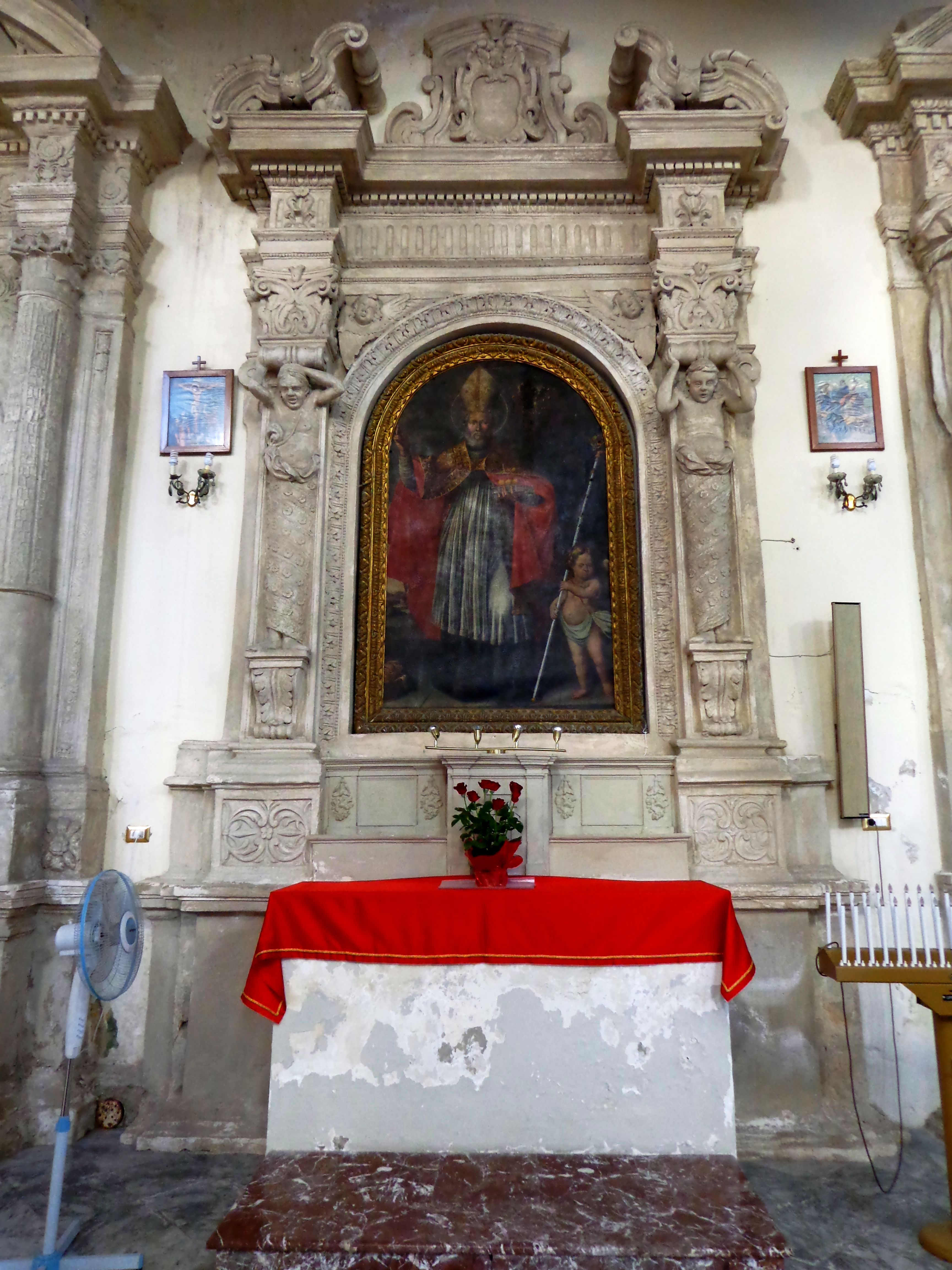
Altare San Nicola

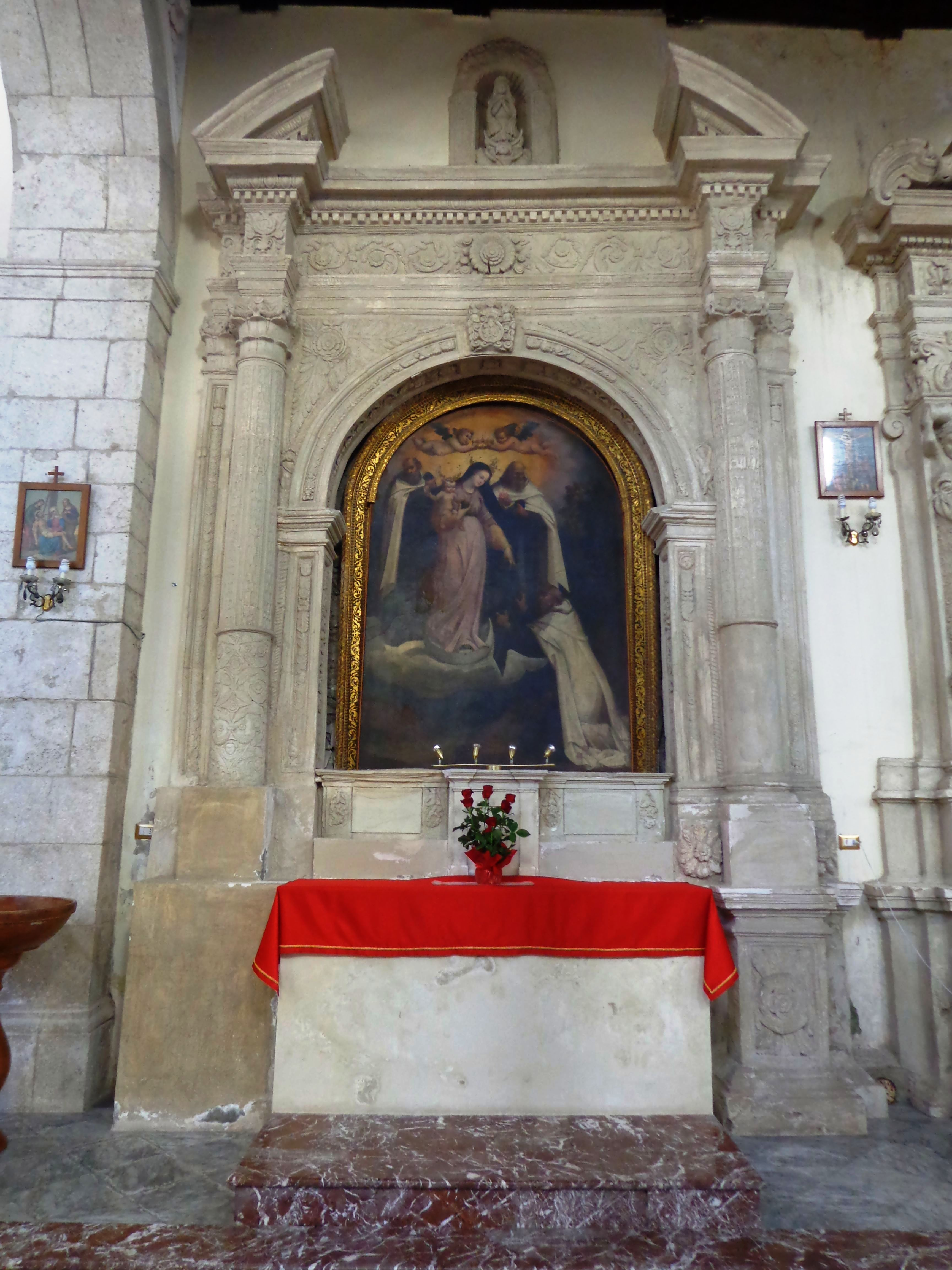
Altare Vergine e Santi Domenicani.

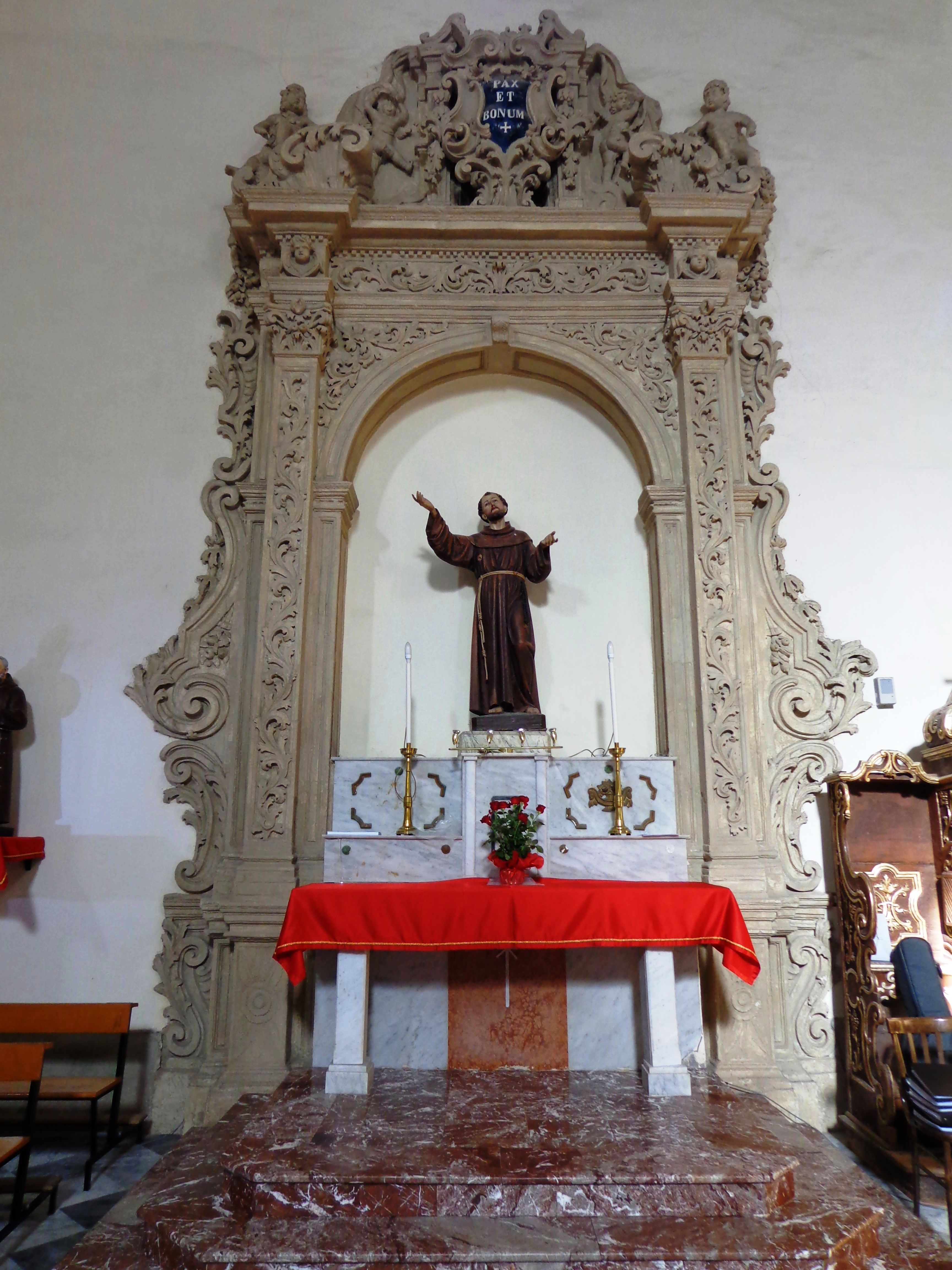
Altare di San Francesco d'Assisi Transetto sx.

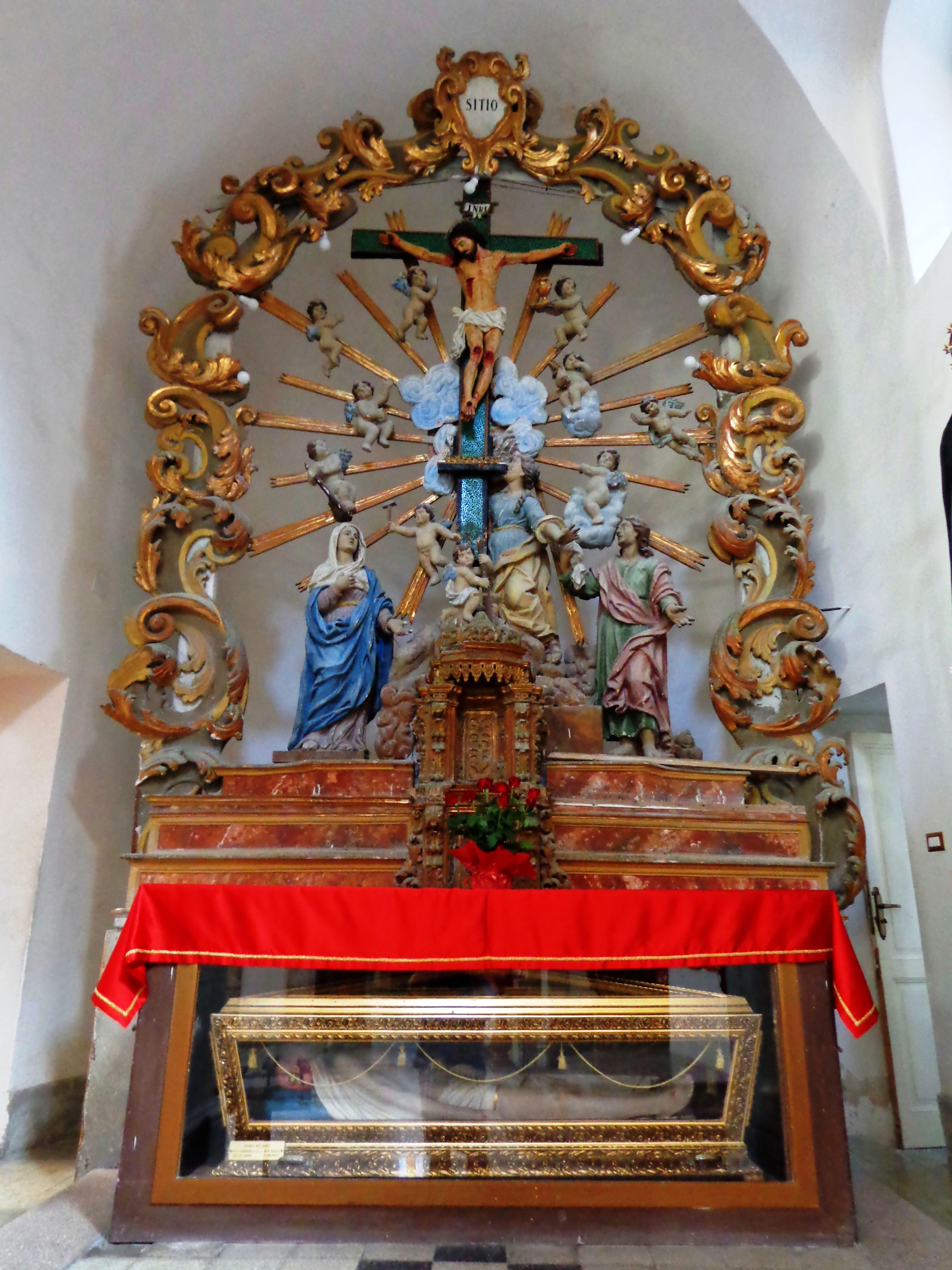
Cappella Altare Santissimo Crocifisso.

## Storia
Le origini del luogo di culto risalgono alla seconda metà del XVI secolo. La costruzione esternamente reca impronta di recenti interventi di restauro e modifiche strutturali, presenta all'interno un'inusuale ricchezza di manufatti scultorei. Numerosi altari in pietra locale abbelliscono le pareti delle navate, articolate sculture lignee impreziosiscono absidi e campate, fregi, statue e ornamenti in stucco ingentiliscono le sommità, lo stupendo soffitto ligneo a cassettoni copre la parte colonnata, manufatti che rendono l'intero complesso un immenso scrigno d'opere d'arte.

## La navata principale
L'impianto basilicale è a croce latina con ampia navata centrale con tetto a cassettoni, le pareti arricchite da fregi, rosoni e stucchi. Lungo le navate laterali costituite da cinque arcate ciascuna, sono disposti quattro altari minori a sinistra inframmezzati da un ingresso laterale e cinque altari a destra.
Lo spazio interno è articolato in tre navate per mezzo di robusti pilastri sui quali si aprono grandi archi a tutto sesto. La navata centrale è arricchita da opere in stucco raffiguranti personaggi biblici.
Il tetto delle tre navate è costituito da coperture a cassettoni lignei. Nella parte centrale è presente un riquadro intagliato e indorato raffigurante l'Incoronazione della Vergine.
- Fonte battesimale con baldacchino.
- Pulpito ligneo.

## La navata destra lato ovest
- Nella prima campata a destra è collocato l'altare di Sant'Antonio di Padova. È l'altare più modesto e spartano dell'intero complesso. L'arcata incassata racchiude la nicchia con la statua di Sant'Antonio di Padova. Sulla sinistra adagiata sul pavimento, l'antica statua lignea di San Vito martire.
- Seconda campata: Altare dedicato alla Vergine con Bambino e le Anime Purganti. La sopraelevazione che racchiude l'arcata è costituita da erme poggianti su mensole, dalle vesti finemente scolpite con motivi floreali, i busti parzialmente coperti da fasce, i torsi scoperti nell'atto di reggere elaborati capitelli. Le figure reggono un articolato architrave con vari ordini di ricca modanatura sormontato da timpano a riccioli con stele e stemma intermedio. Nei pennacchi accanto all'arcata, speculari e simmetrici, sono raffigurati due putti alati. All'interno del vano è custodito il dipinto raffigurante le Anime Purganti, Santi al cospetto della Vergine. Il dipinto si presenta seriamente compromesso nella parte superiore e richiede adeguati interventi di restauro e conservativi.
- Terza campata: Altare dedicato al Sacro Cuore. La sopraelevazione che racchiude l'arcata è costituita da colonne alla base finemente scolpite con motivi fitoformi, scanalate d'ordine dorico lungo lo sviluppo dell'altezza che si fondono con il drappeggio verticale di un elaborato baldacchino centrale. Le colonne reggono un articolato architrave con vari ordini di ricca modanatura, sormontato da timpano a triangolo spezzato e sime interne con riccioli verso il basso, con stele intermedia provvista di raggiera e Colomba raffigurante lo Spirito Santo. Il baldacchino diparte nella parte mediana della trabeazione e ha origine dall'interno di corona sormontante stemma e testa di putto alata nella parte inferiore. Il drappeggio con frange sottende altre due coppie di teste di putti alati. All'interno del vano ornato da cornice dorata è custodita la statua del Sacro Cuore.
- Quarta campata: Altare dedicato alla figura di San Nicola. La sopraelevazione che racchiude l'arcata è costituita da erme poggianti su mensole, dalle vesti finemente scolpite con motivi floreali, i busti parzialmente coperti da fasce, i torsi scoperti nell'atto di reggere elaborati capitelli. Le figure reggono un articolato architrave con vari ordini di ricca modanatura sormontato da timpano a riccioli con stele e stemma intermedio. Nei pennacchi accanto all'arcata, speculari e simmetrici, sono raffigurati due putti alati. All'interno del vano in una ricca cornice è custodito il dipinto raffigurante il Santo Vescovo.
- Quinta campata: Altare dedicato alla Vergine con Bambino e Santi Domenicani. La sopraelevazione che racchiude l'arcata è costituita da colonne ioniche alla base finemente scolpite con motivi floreali e fitoformi, scanalate d'ordine dorico lungo lo sviluppo dell'altezza, con elaborati capitelli corinzi alle estremità superiori. Le colonne reggono un articolato architrave con vari ordini di ricca modanatura sormontato da timpano a triangolo spezzato con edicola intermedia contenente la statuetta dell'Immacolata Concezione. Nei pennacchi accanto all'arcata, speculari e simmetrici, sono raffigurati motivi floreali e fitoformi. All'interno del vano è custodito il dipinto dell'Immacolata Concezione fra figure di Santi Domenicani.

## La navata sinistra lato est
- Nella prima campata sinistra è collocato l'altare dedicato a San Michele Arcangelo. La sopraelevazione che racchiude la nicchia è costituita da colonne ioniche alla base finemente scolpite con motivi floreali e fitoformi, scanalate d'ordine dorico lungo lo sviluppo dell'altezza, con elaborati capitelli corinzi alle estremità superiori. Le colonne reggono un articolato architrave con vari ordini di ricca modanatura sormontato da timpano ad arco spezzato con edicola intermedia con frontone triangolare. Nei pennacchi accanto all'arcata, speculari e simmetrici, sono raffigurati due angeli con trombe. All'interno del vano è custodita la dinamica statua lignea raffigurante San Michele Arcangelo nell'atto di brandire la spada e la bilancia della giustizia nella mano sinistra (psicostasia).
- Seconda campata: Altare dedicato a San Francesco di Paola. Manufatto di ridotte dimensioni, ma non meno elaborato. La sopraelevazione che racchiude la piccola nicchia è costituita da colonne ioniche alla base finemente scolpite con motivi floreali e fitoformi, scanalate d'ordine dorico lungo lo sviluppo dell'altezza, con elaborati capitelli corinzi alle estremità superiori. Le colonne reggono un articolato architrave con vari ordini di ricca modanatura, sormontato da timpano a triangolo spezzato con fregio intermedio costituito da foglie d'acanto. All'interno del vano protetto da vetrata è custodito il busto raffigurante San Francesco di Paola appoggiato al bastone.
- Terza campata: ingresso laterale orientale.
- Quarta campata: Altare dedicato alla Vergine, Sant'Anna e Gesù Bambino. La sopraelevazione è costituita da colonne ioniche alla base finemente scolpite con motivi floreali e fitoformi, scanalate d'ordine dorico lungo lo sviluppo dell'altezza, con elaborati capitelli corinzi all'estremità superiori. Le colonne reggono un articolato architrave con vari ordini di ricca modanatura, sormontato da timpano ad arco spezzato con fregio circolare intermedio con la Colomba raffigurante lo Spirito Santo. All'interno del vano, inserita in un'elaborata cornice in stucco a foglie d'acanto e ghirlanda interna, un altorilievo raffigurante una Sacra Famiglia costituita da Maria Vergine, sul grembo Gesù Bambino, Sant'Anna che governa un cesto di nespole, assise su nimbi e ritratte in una scena di vita quotidiana. Nell'ovale sono presenti due putti alati, altri quattro fanno corona ai vertici del riquadro. L'opera è sormontata da stemma coronato.
- Quinta campata: Altare dedicato a San Giuseppe e Gesù Fanciullo. La sopraelevazione che racchiude il vano è costituita da colonne ioniche alla base finemente scolpite con motivi floreali e fitoformi, scanalate d'ordine dorico lungo lo sviluppo dell'altezza, con elaborati capitelli corinzi alle estremità superiori. Le colonne reggono un articolato architrave con vari ordini di ricca modanatura, sormontato da timpano ad arco spezzato con tronco d'arco intermedio. All'interno del vano sono custodite le statue lignee raffiguranti San Giuseppe e Gesù Fanciullo. Le sacre figure raffigurate nel tenero gesto d'accompagnarsi per mano presentano le tuniche argentate, con sfumature d'azzurro per il Patriarca, entrambi i manti dorati.

## Il transetto
- Transetto destro: Altare dedicato a San Vito. La sopraelevazione che racchiude la nicchia è costituita da doppie colonne ioniche alla base finemente, scanalate d'ordine dorico lungo lo sviluppo dell'altezza e recanti uno sviluppo di ghirlanda fitoforme alternato, con elaborati capitelli corinzi alle estremità superiori. Le colonne reggono un articolato architrave con vari ordini di ricca modanatura, la coppia di colonne interne è avanzata rispetto alla coppia esterna creando un insieme prospettico di forte impatto artistico. Sormonta l'elevazione, un timpano a riccioli interni con effetto elicoidale e dissolvimento in profondità con motivi a conchiglia e foglie d'acanto. Stele intermedia a semiarco recante fregio con raggiera e Colomba raffigurante lo Spirito Santo con teste di putti alati alla base.

- La Cappella posta nell'abside minore destra è dedicata al Santissimo Crocifisso. Sotto la mensa è collocata l'urna di legno e cristallo del Cristo Morto. La sopraelevazione è costituita da un'arcata a ghirlanda con foglie d'acanto stilizzate. All'interno è racchiusa una grande raggiera che diparte dal Crocifisso sulla quale putti alati reggono i Simboli della Passione. Ai piedi della Croce, accanto ad un grazioso tabernacolo ligneo, le statue in stucco da sinistra a destra: la Madonna Addolorata, Maria Maddalena aggrappata alla Croce e San Giovanni Apostolo.
  - Ingresso sacrestia posto sull'estrema destra.
- Transetto destro: Altare dedicato a "San Francesco d'Assisi". La sopraelevazione che racchiude l'arcata è costituita da lesene recanti lungo lo sviluppo festoni vegetali a foglie d'acanto accompagnati all'esterno da serie di riccioli e volute. Le lesene reggono un articolato architrave dai contrafforti arricchiti con teste di putti alati sormontato da timpano a riccioli interni, putti sulle sime, con elaborato stemma intermedio recante il motto "PAX ET BONUM" svelato da un drappo sorretto da angioletti. All'interno dell'arcata è posta la statua di San Francesco d'Assisi. 
  - Mensola destra: Statua di Santa Lucia.
  - Mensola sinistra: Statua di Padre Pio da Pietrelcina.
- La Cappella posta nell'abside minore sinistra è dedicata al Santissimo Sacramento. Volute lignee raccordano la mensa con la sopraelevazione costituita da un ordine di gradini marmorei decrescenti verso l'alto. Sul quarto ripiano, sopra il tabernacolo contornato da splendidi angeli, è collocato un ciborio ligneo. Piccole colonnine ioniche scolpite finemente alla base con motivi floreali, festonate lungo lo sviluppo dell'altezza con ghirlande fitoformi a sensi alternati, elaborati capitelli corinzi alle estremità superiori reggono un articolato architrave con ordini di ricca modanatura e racchiudono una nicchia con l'emisfero superiore di nimbi dorati e la conchiglia simbolo del pellegrinaggio terreno. All'interno è custodita una statuetta lignea dell'Immacolata Concezione. Il secondo ordine a sezione esagonale è sormontato da cupola con costoloni riccamente decorata. Lungo i fianchi motivi a foglie d'acanto costituiscono mensoliere sfalsate: due per il primo ordine, una per il secondo ordine. I ripiani sono occupati da statuette lignee raffiguranti personaggi biblici. L'opera si presenta danneggiata nella parte laterale destra e richiede adeguati interventi di restauro e conservativi.

## L'altare
L'altare postconciliare rivolto al popolo occupa la parte centrale del transetto. All'interno dell'arcata absidale, sulla mensa primitiva è allocata la spettacolare sopraelevazione che racchiude la nicchia della Madonna del Tindari. L'articolata scultura lignea è costituita da doppie colonne ioniche scolpite finemente alla base con motivi floreali, festonate lungo lo sviluppo dell'altezza con ghirlande a sensi alternati, elaborati capitelli corinzi alle estremità superiori. Le colonne reggono un articolato architrave con vari ordini di ricca modanatura, la coppia di colonne interne è avanzata rispetto alla coppia esterna, creando un insieme prospettico di forte impatto dinamico. Alle estremità dell'architrave due figure bibliche: un suonatore di strumento corde sulla sinistra e una figura che regge un libro aperto alle parole "IN PRINCIPIO CREAVIT DEVS COELVM E TERRAM". Sormonta la parte centrale un'ulteriore elevazione rappresentata da una coppia di angeli in volo nell'atto di deporre una grandiosa corona. Alla base sono presenti quattro figure, nell'ordine: San Gioacchino, Sant'Anna, San Pietro col libro della vita, San Giovanni Battista. Sotto l'emisfero della nicchia, popolato da numerosi putti e dalla Colomba dello Spirito Santo è posta la venerata statua della Madonna del Tindari, ai lati putti alati reggono un tralcio stilizzato di vite e una foglia di palma. Nel vano centrale dell'architrave, spazio costituito dal timpano a riccioli interni in corrispondenza della nicchia centrale, assiso su un trono di nuvole, contornato da schiere di putti , manto agitato dal vento la figura ieratica di Dio Padre Onnipotente che regge un globo crucigero con la mano sinistra. Alle spalle, sotto la gigantesca corona un'imponente raggiera popolata da angeli musici e putti alati. Decine di altri putti alati popolano l'opera assieme a ghirlande, festoni, fregi, riccioli, volute, conchiglie, un impressionante capolavoro d'intaglio.

## Galleria d'immagini

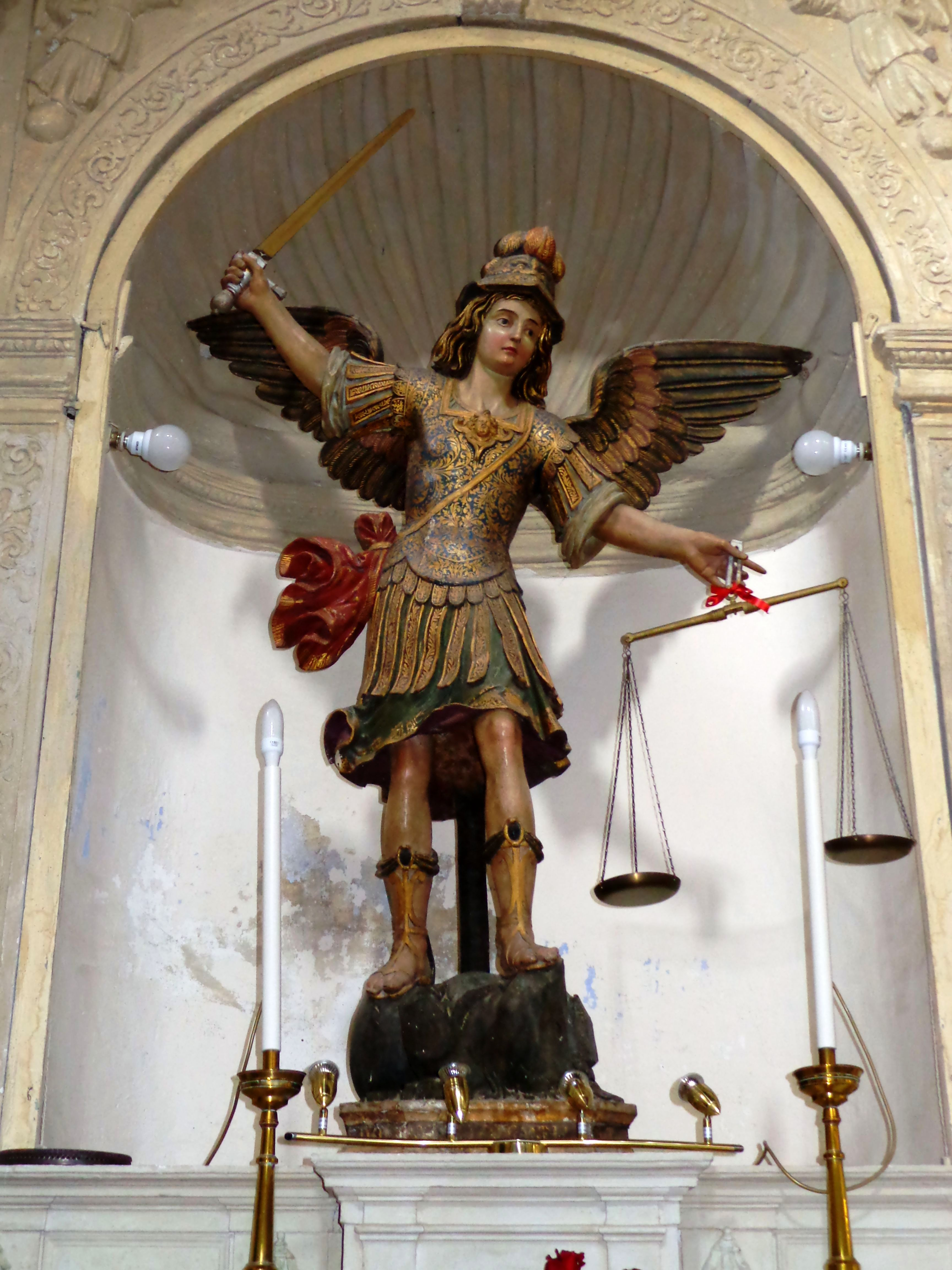
Statua di San Michele Arcangelo
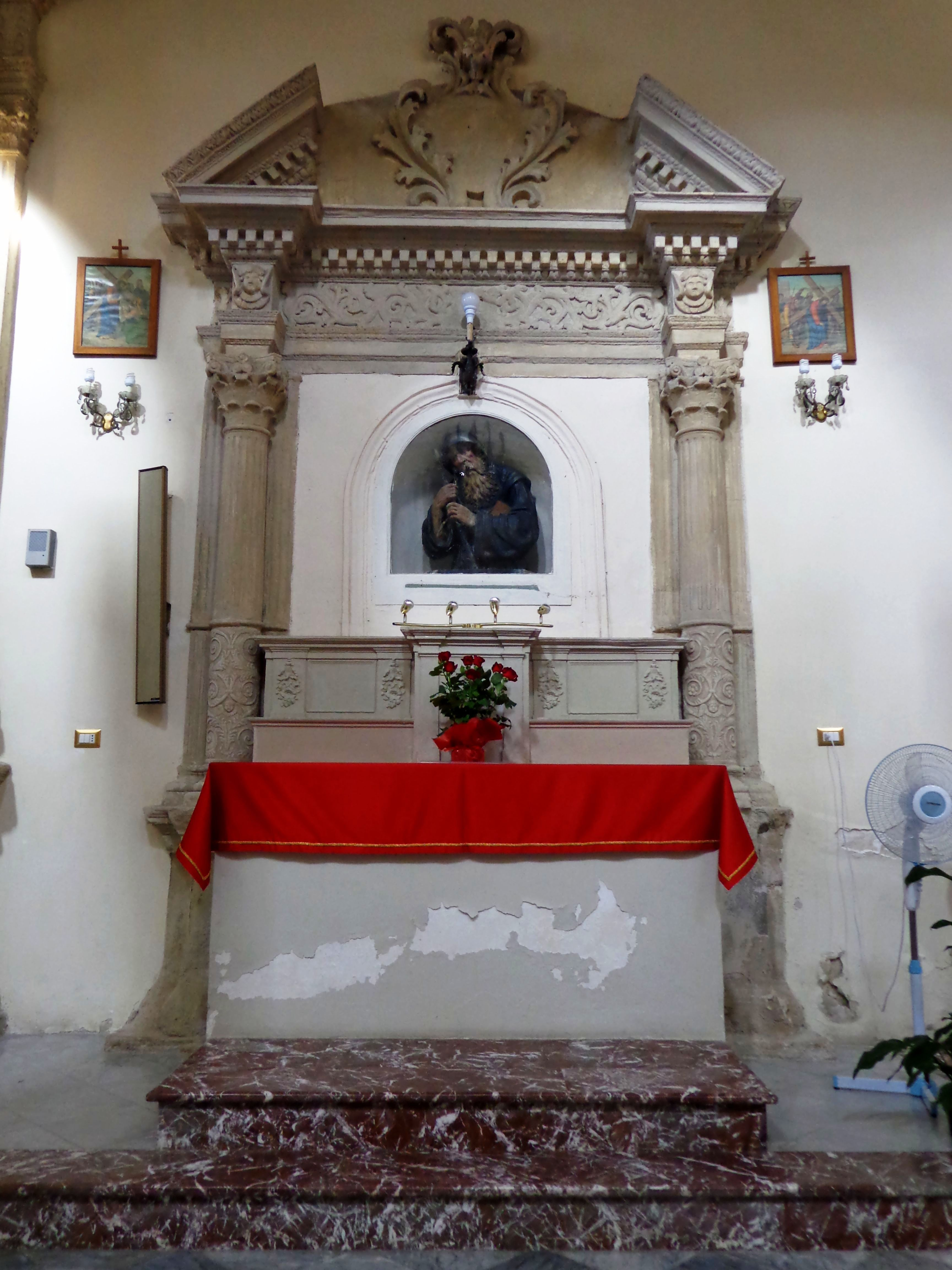
Altare di San Francesco di Paola
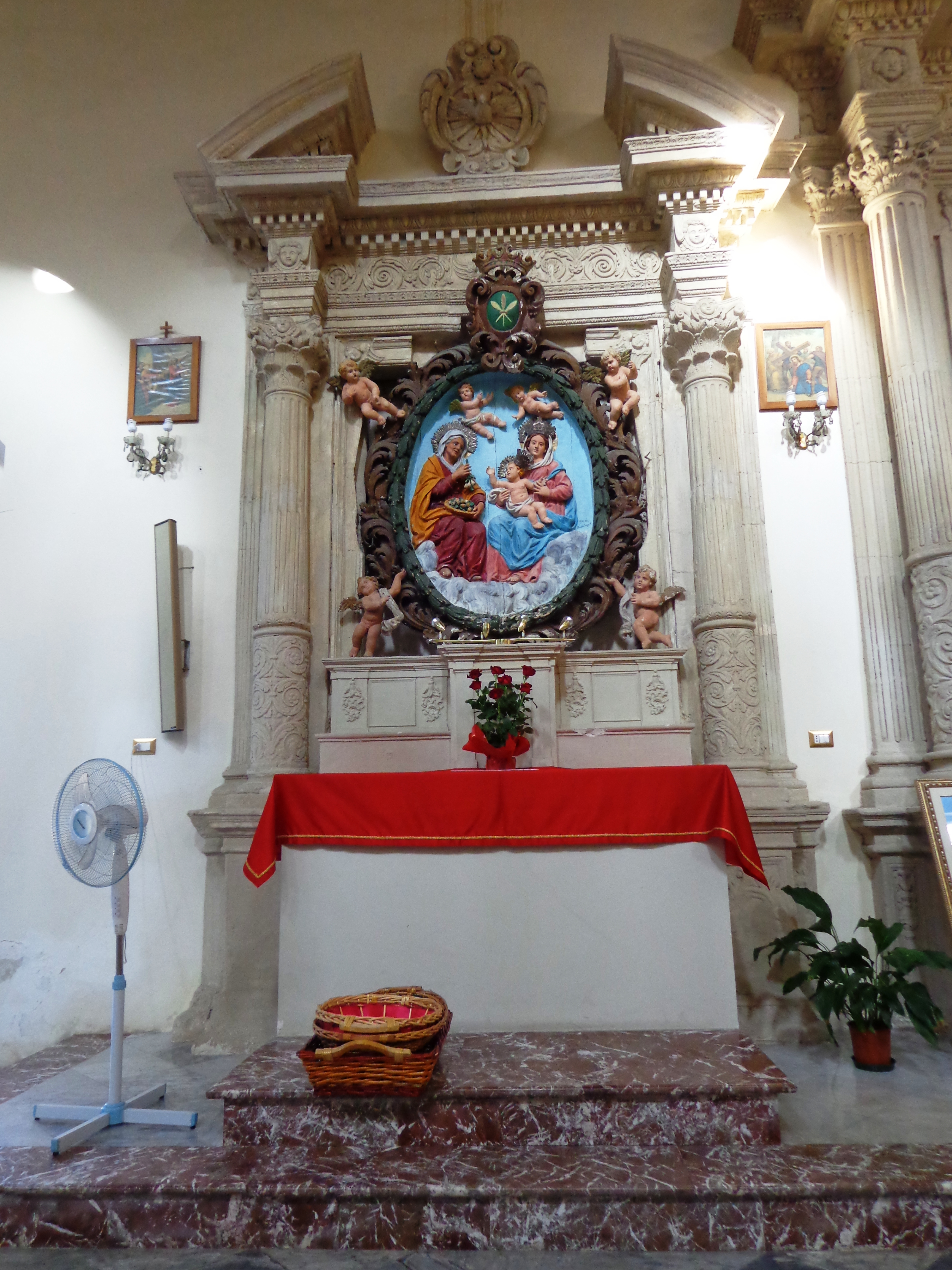
Altare della Vergine, Sant'Anna e il Bambino
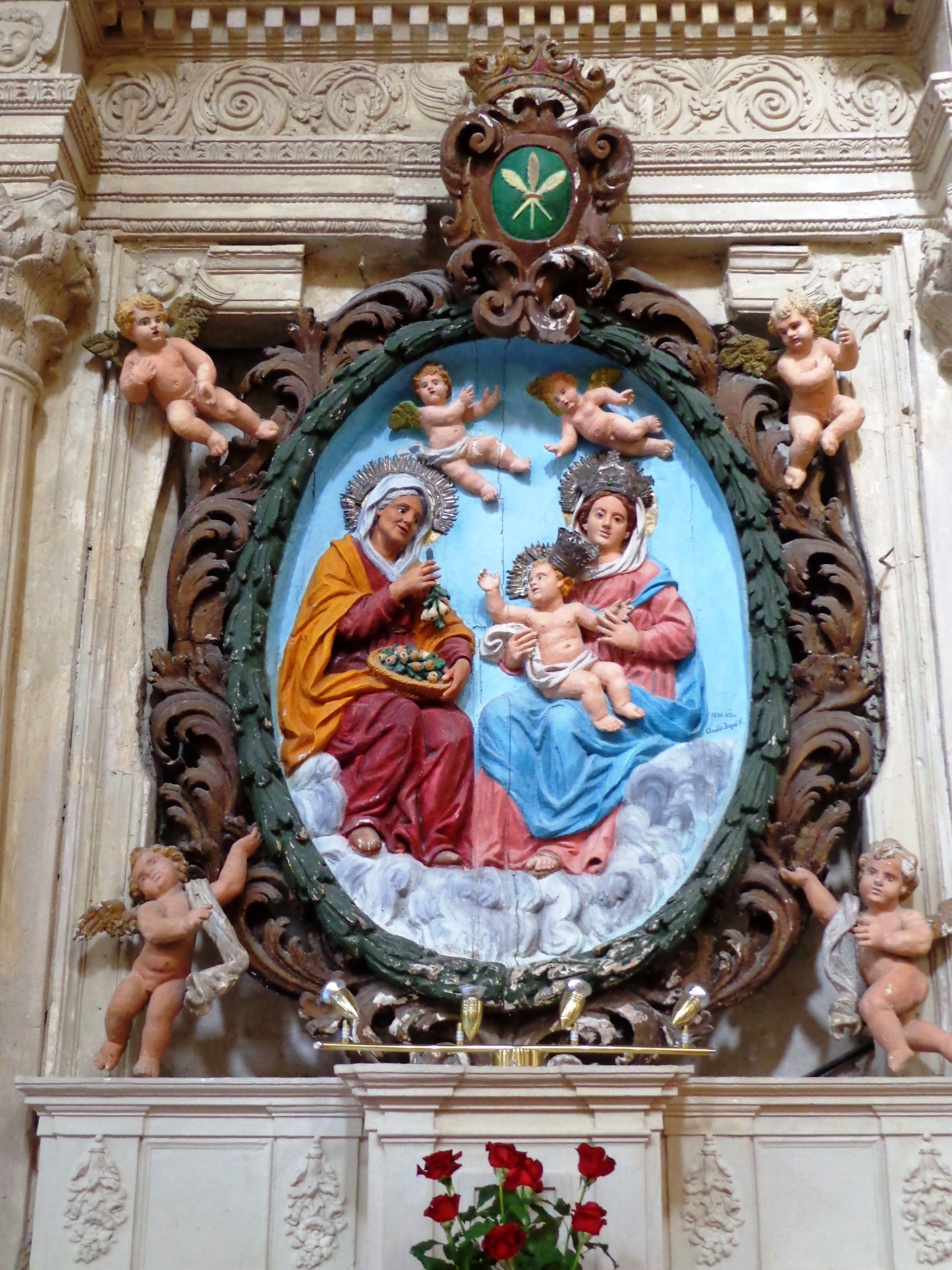
Dettaglio terracotta
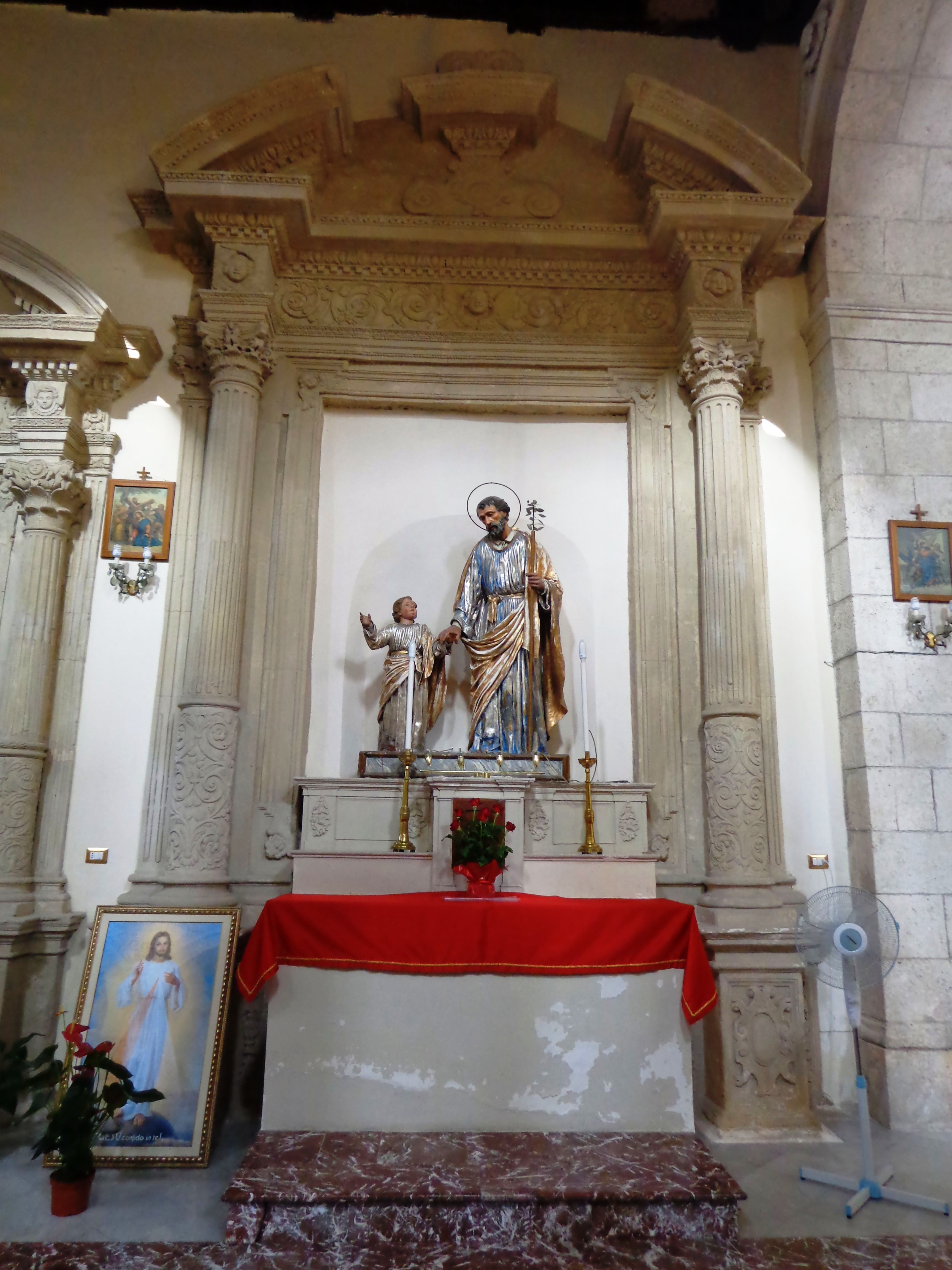
Altare di San Giuseppe
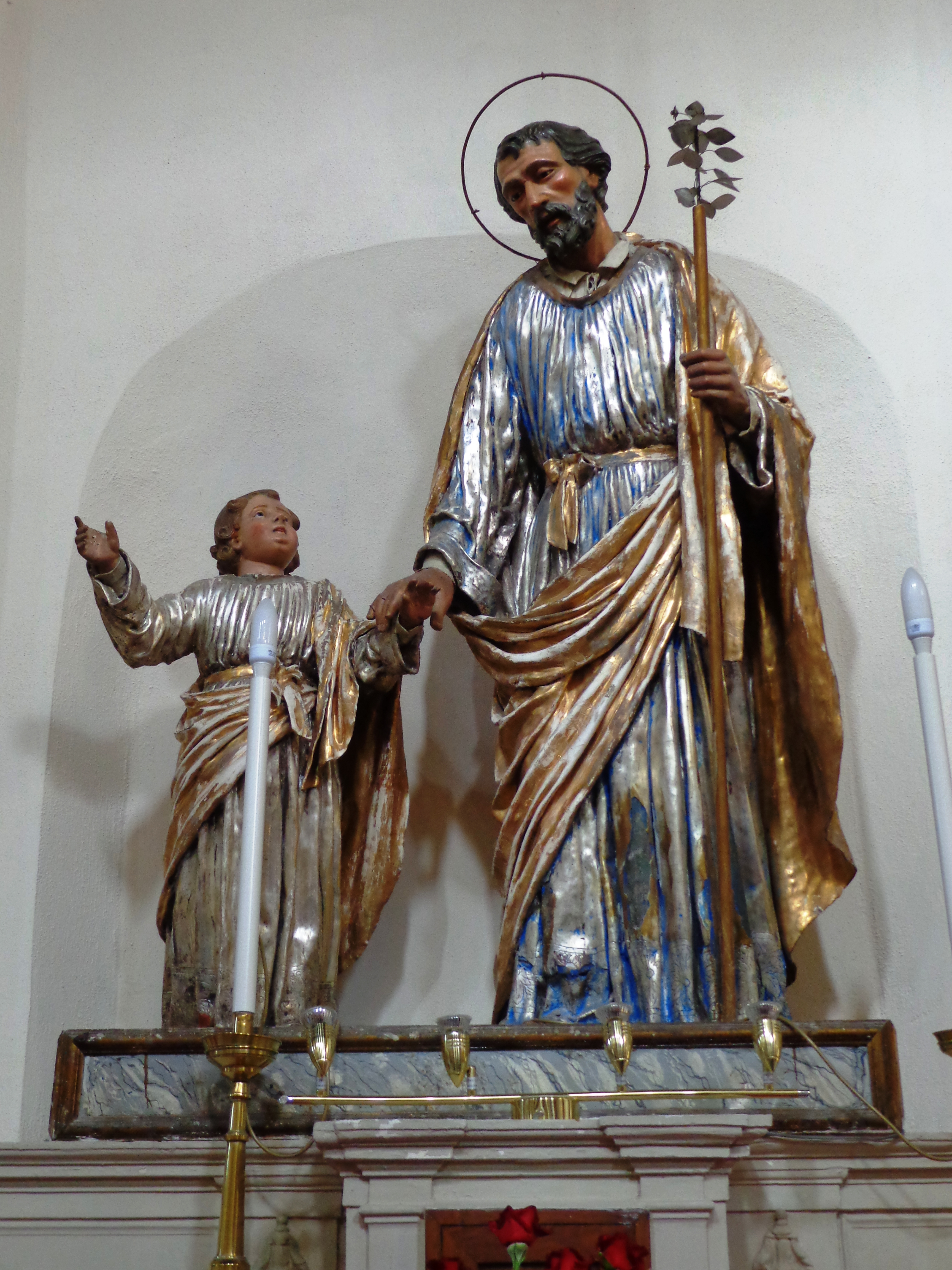
Statua di San Giuseppe e Gesù Fanciullo
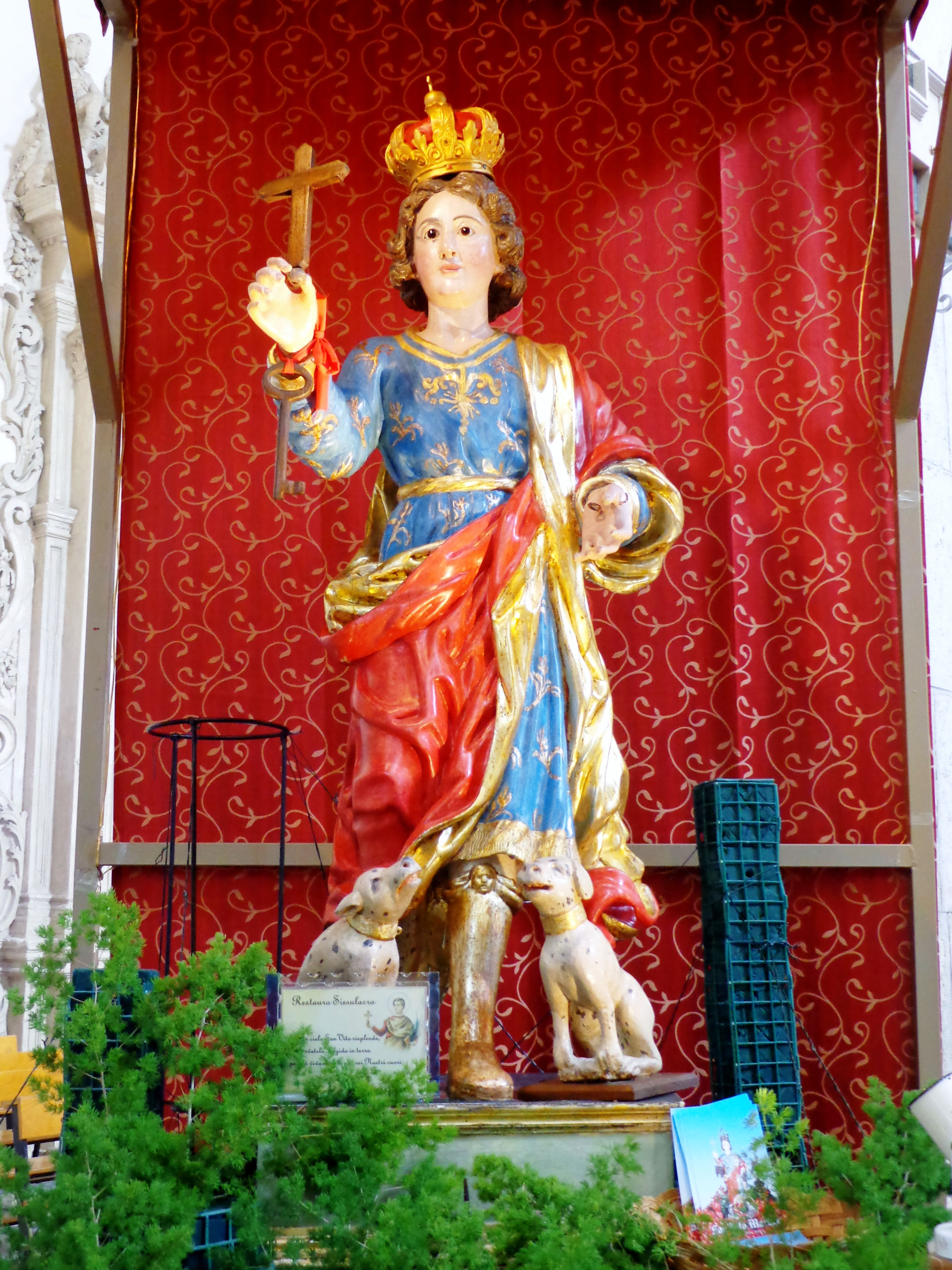
Statua di San Vito
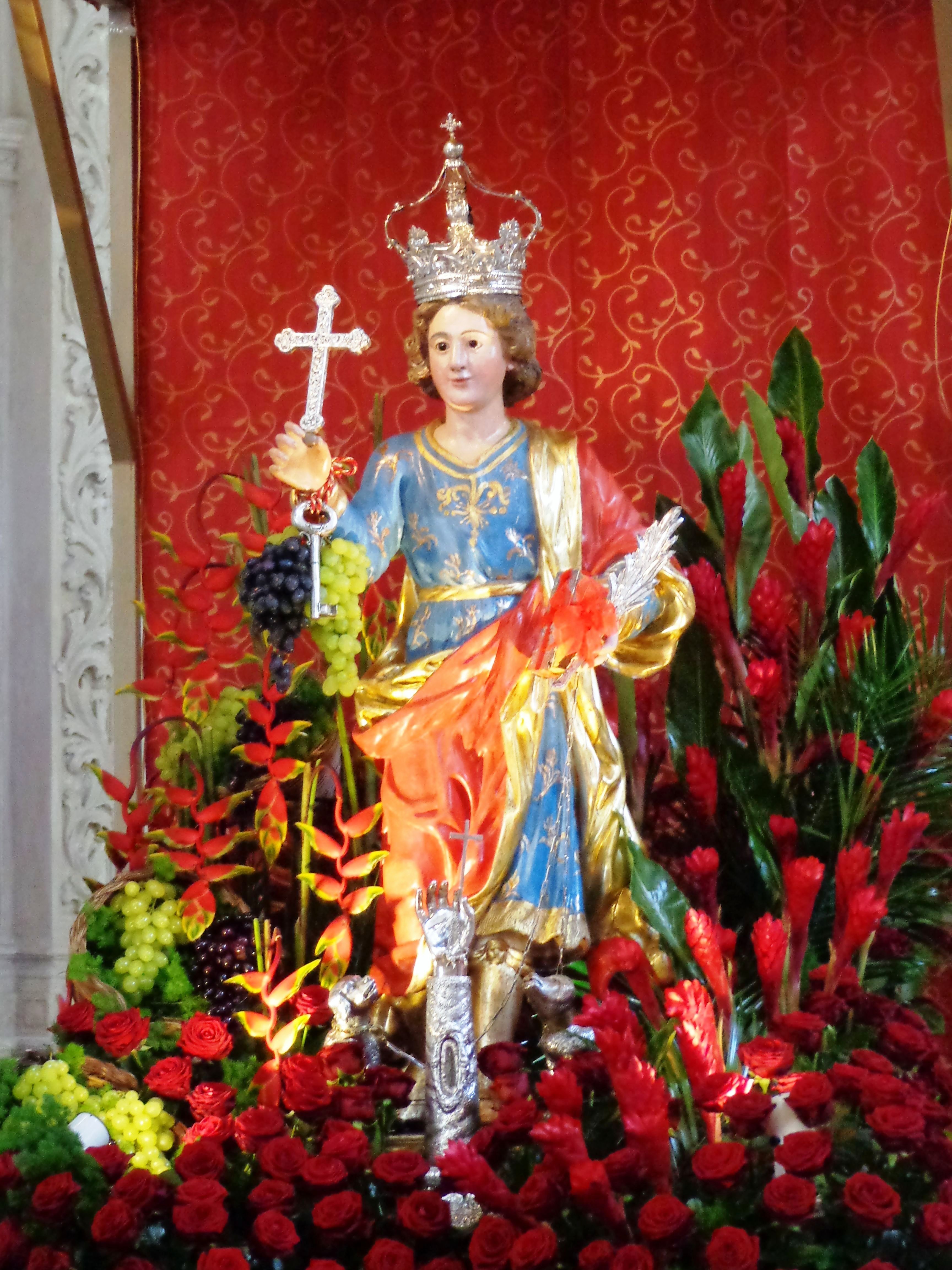
Vara di San Vito
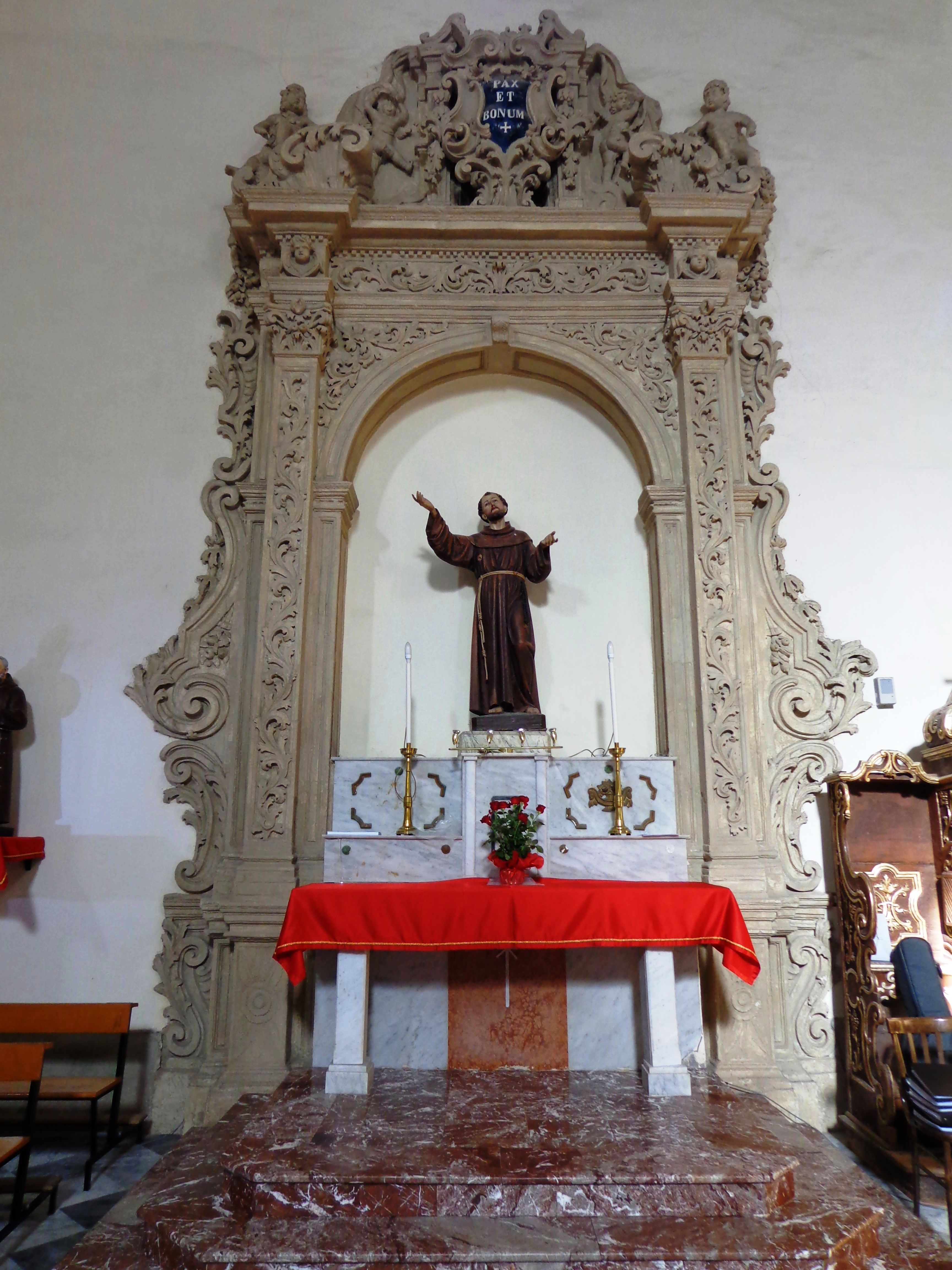
Altare di San Francesco d'Assisi Transetto sinistro
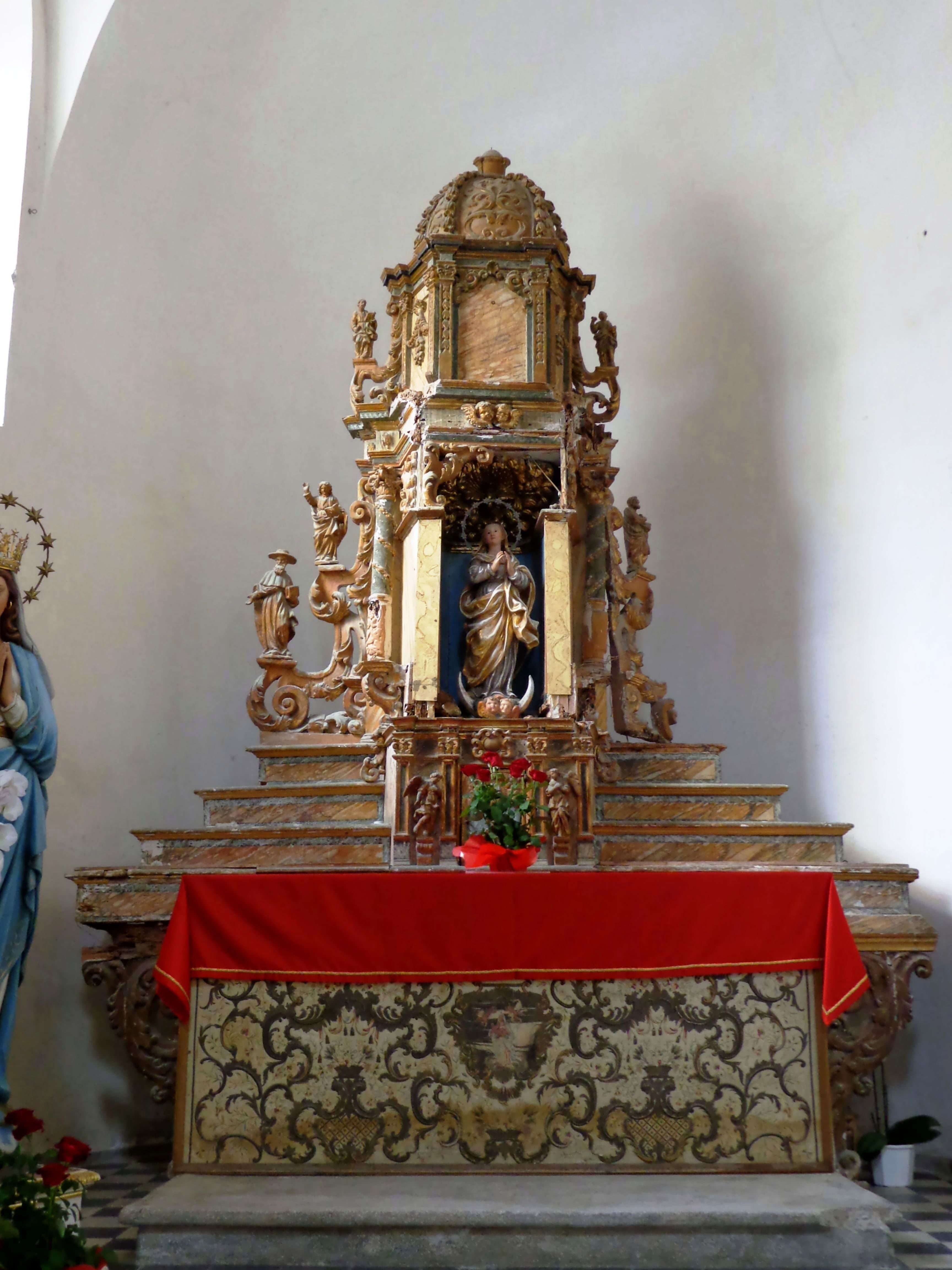
Cappella altare del Santissimo Sacramento
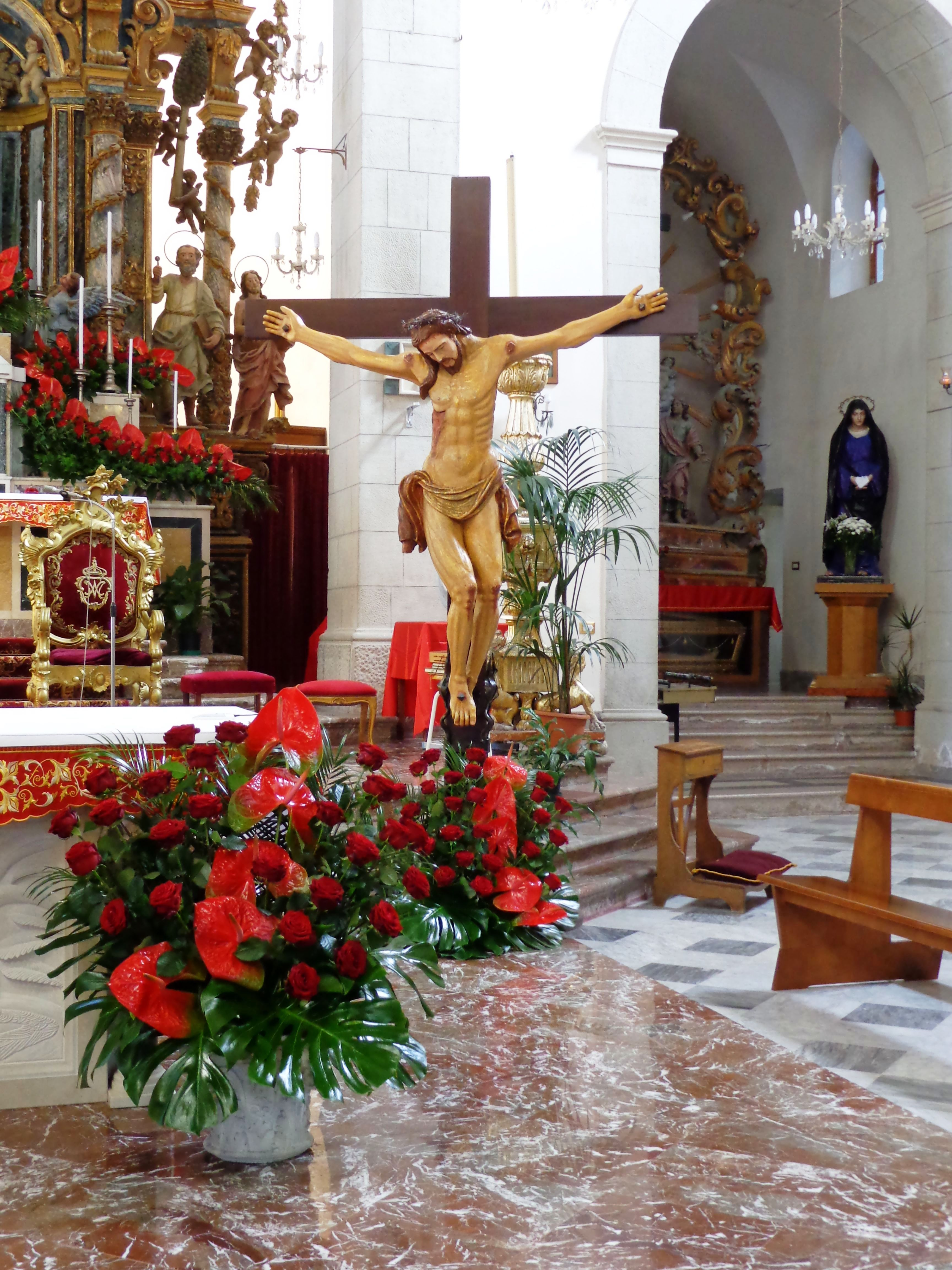
Altare maggiore, particolare
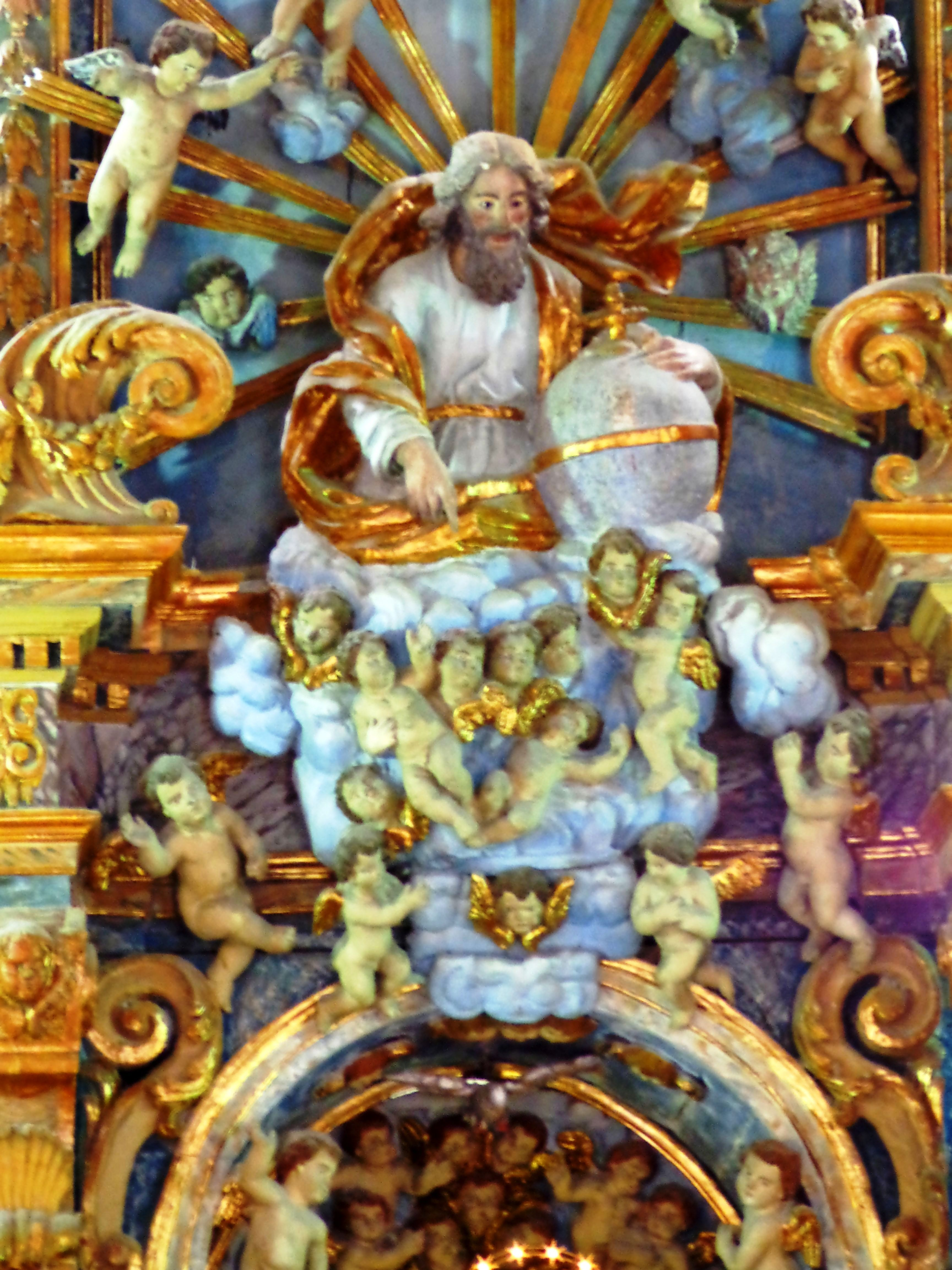
Altare maggiore, dettaglio
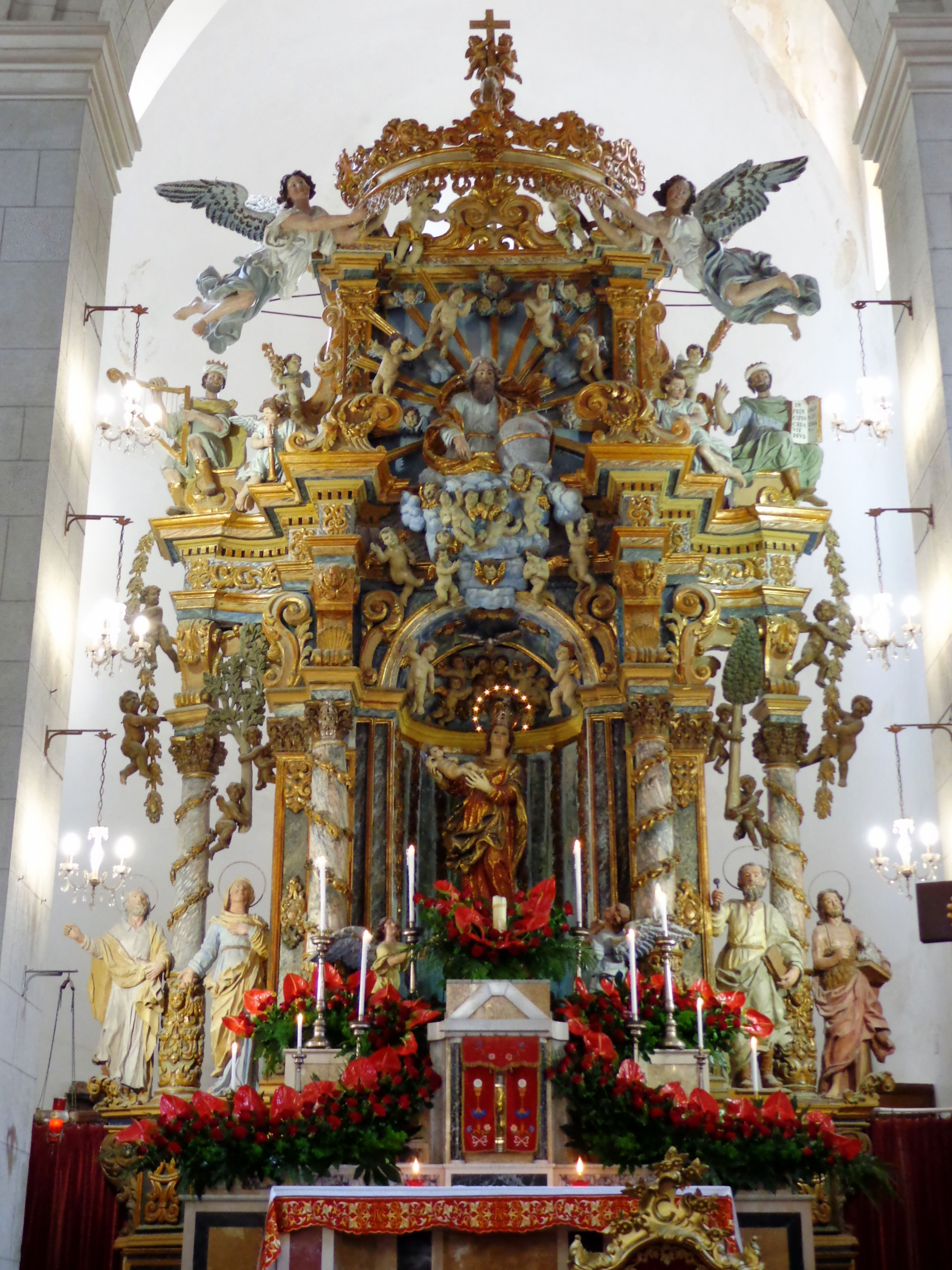
Altare maggiore
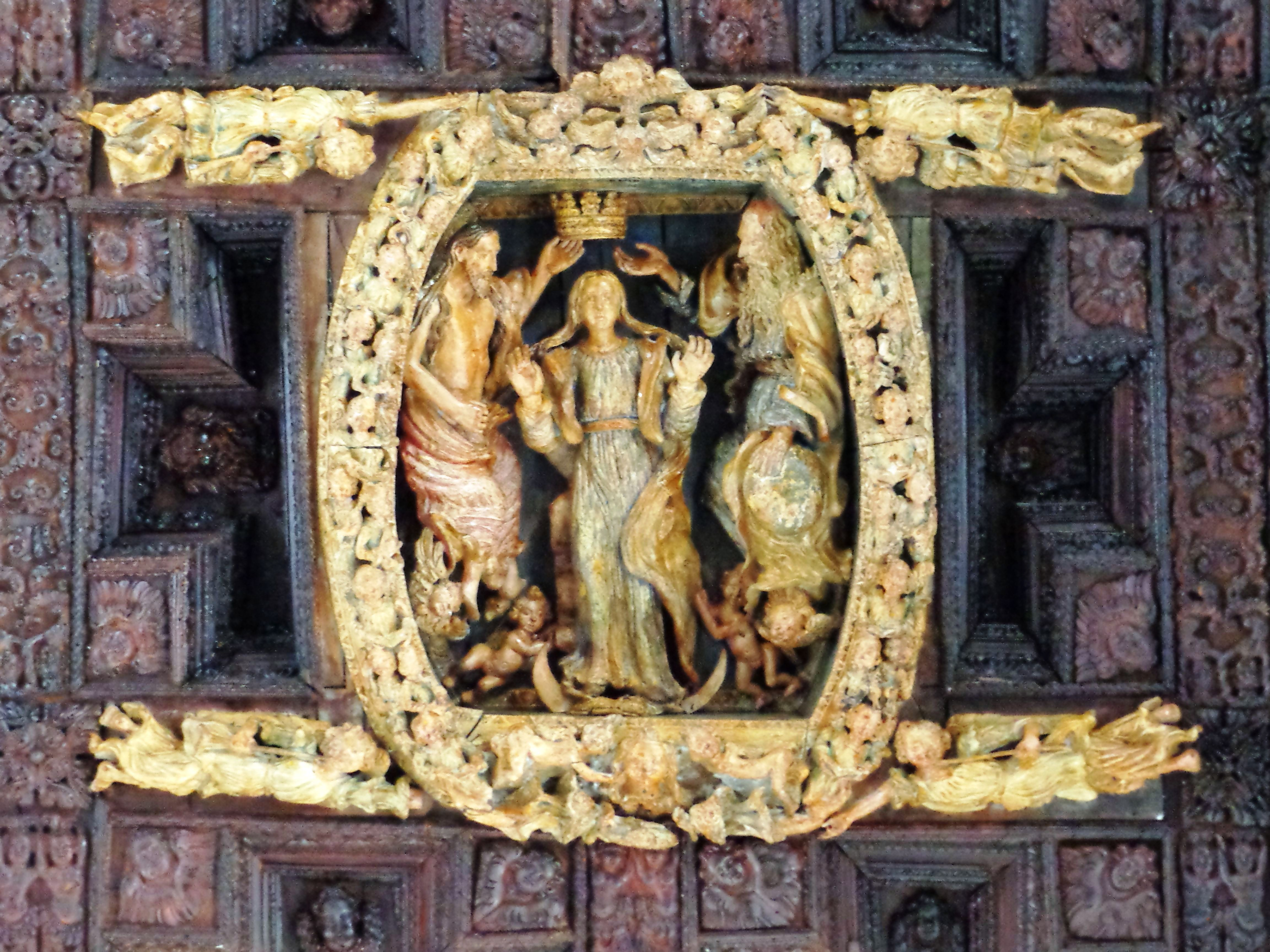
Soffitto ligneo a cassettoni
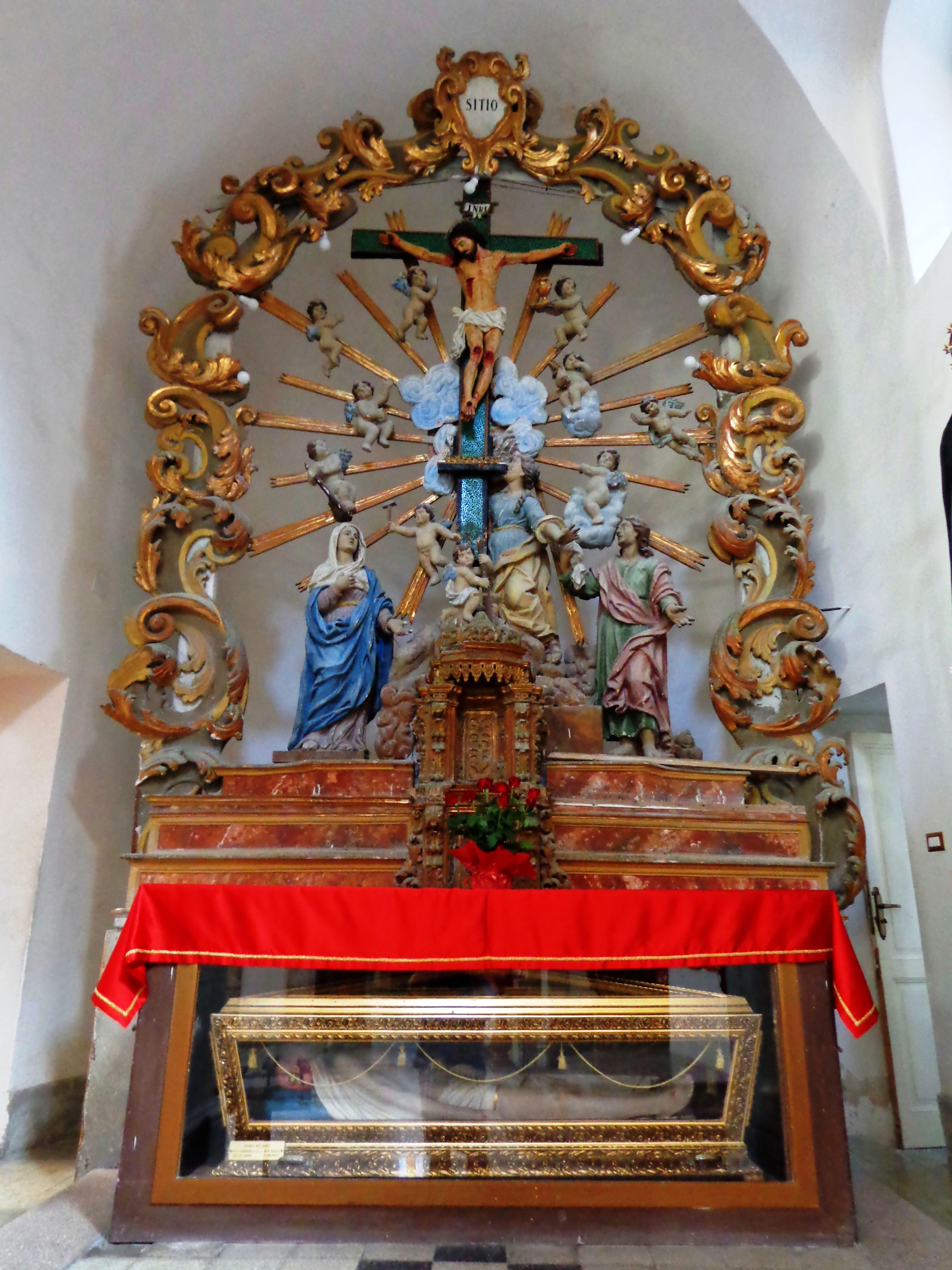
Cappella altare Santissimo Crocifisso
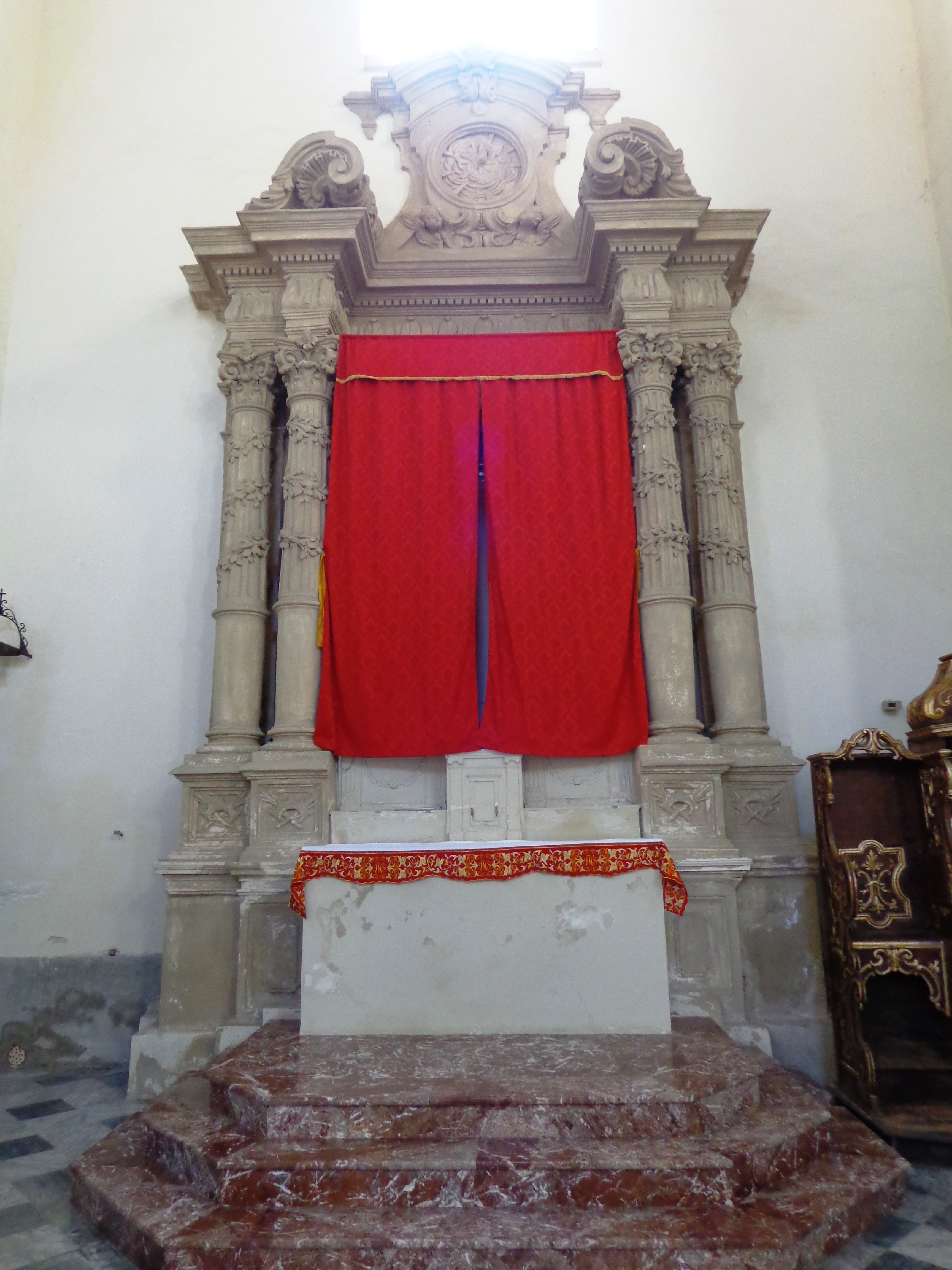
Altare di San Vito Transetto destro
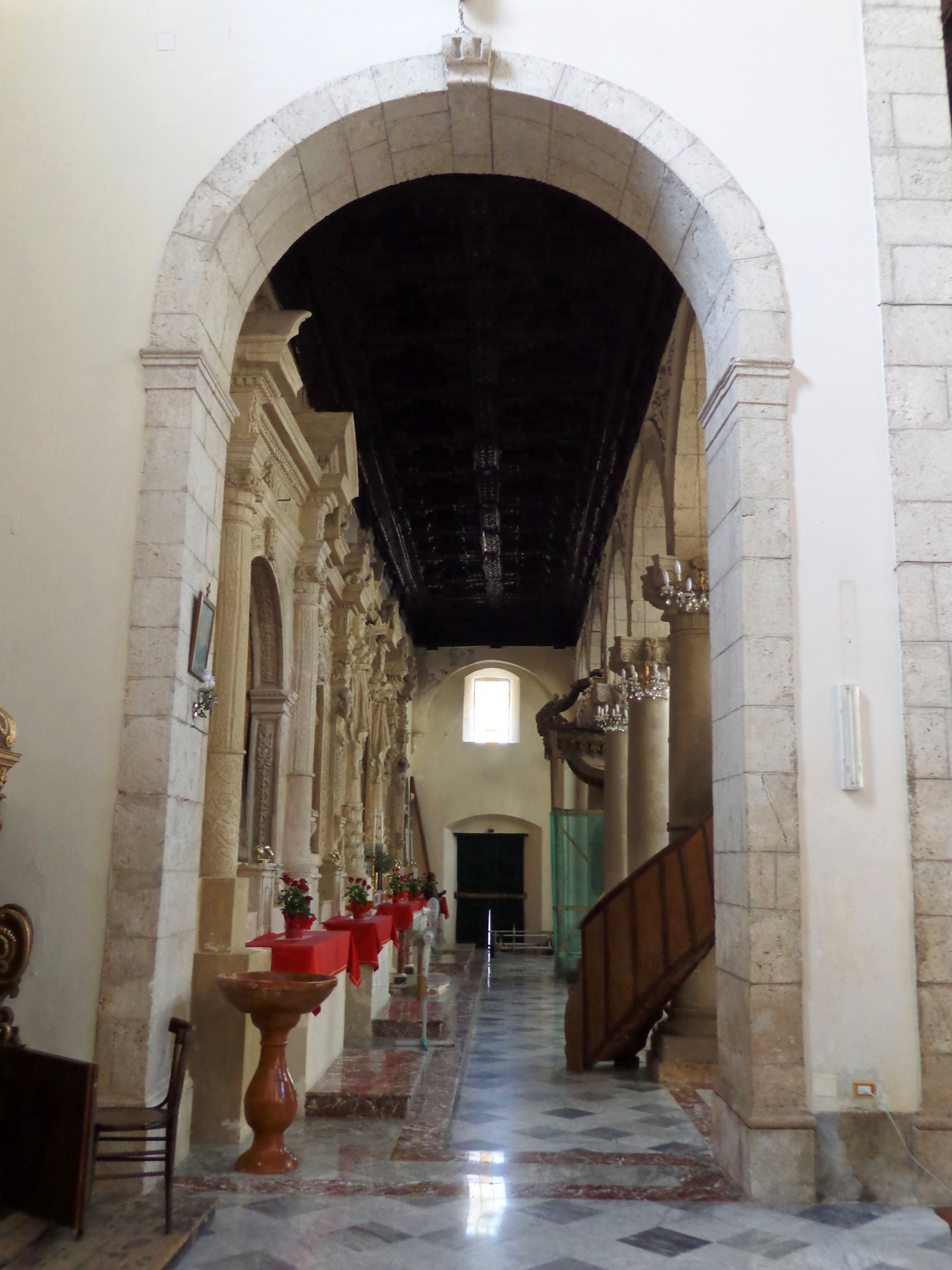
Navata destra
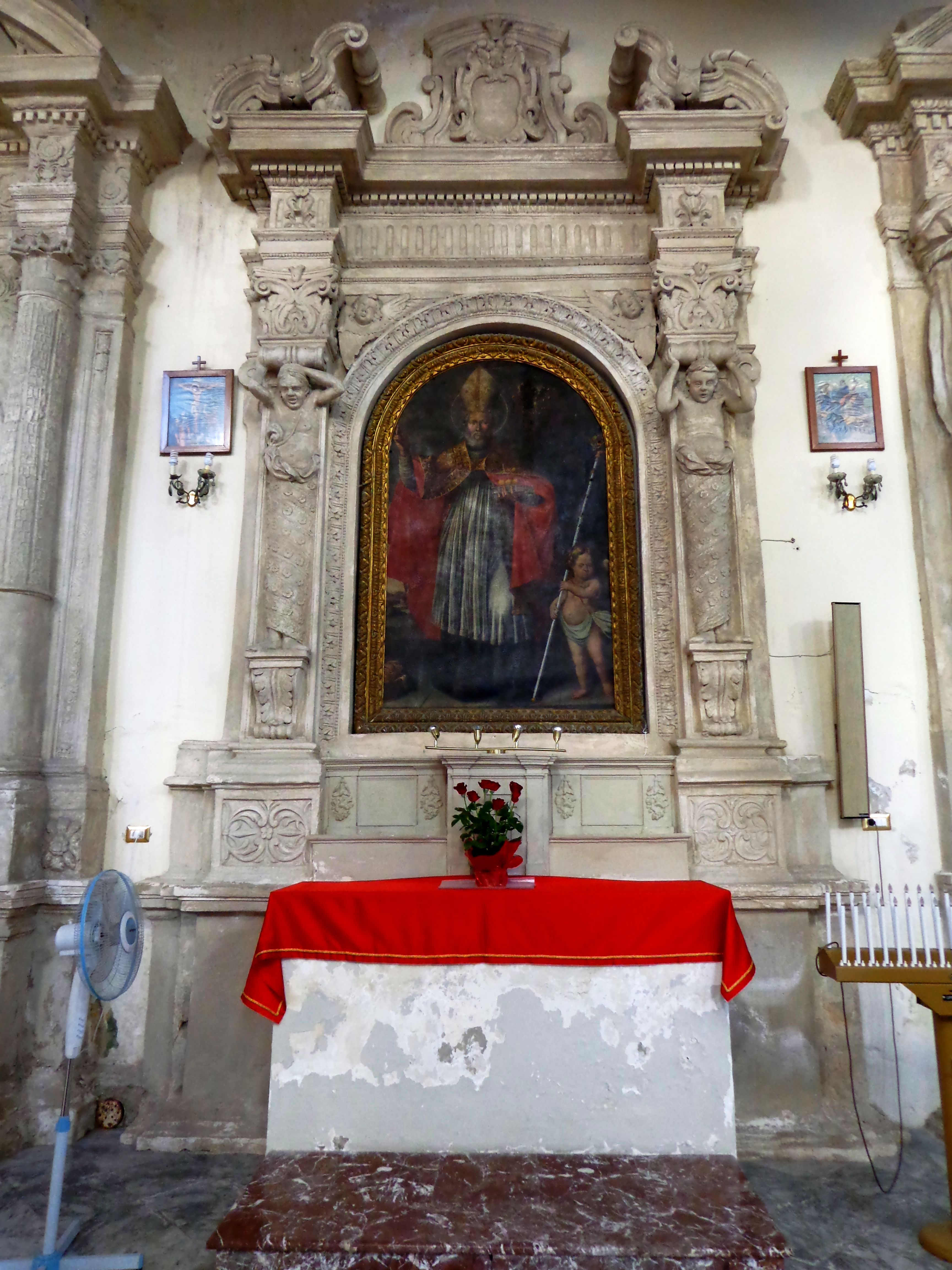
Altare San Nicola
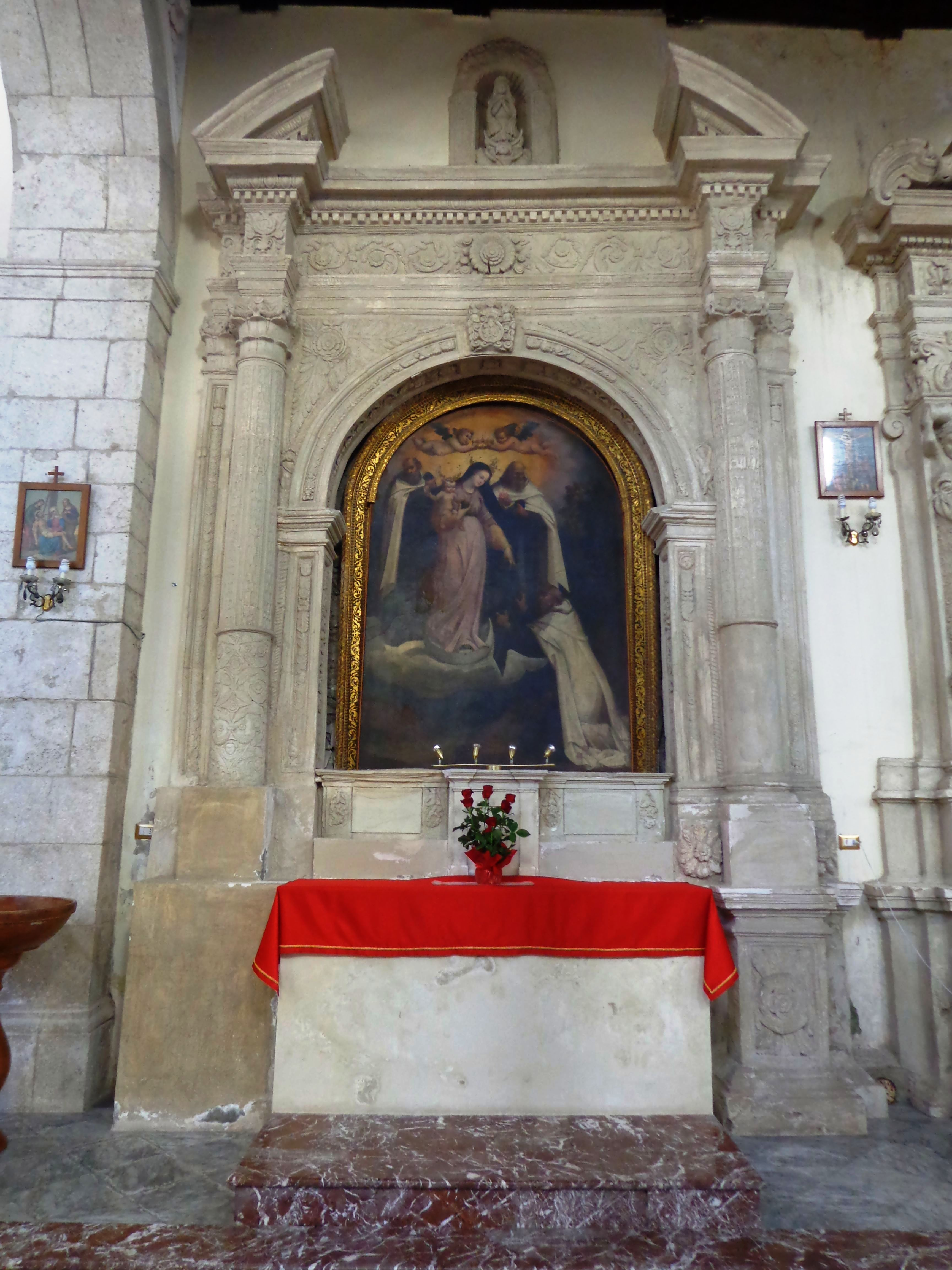
Altare
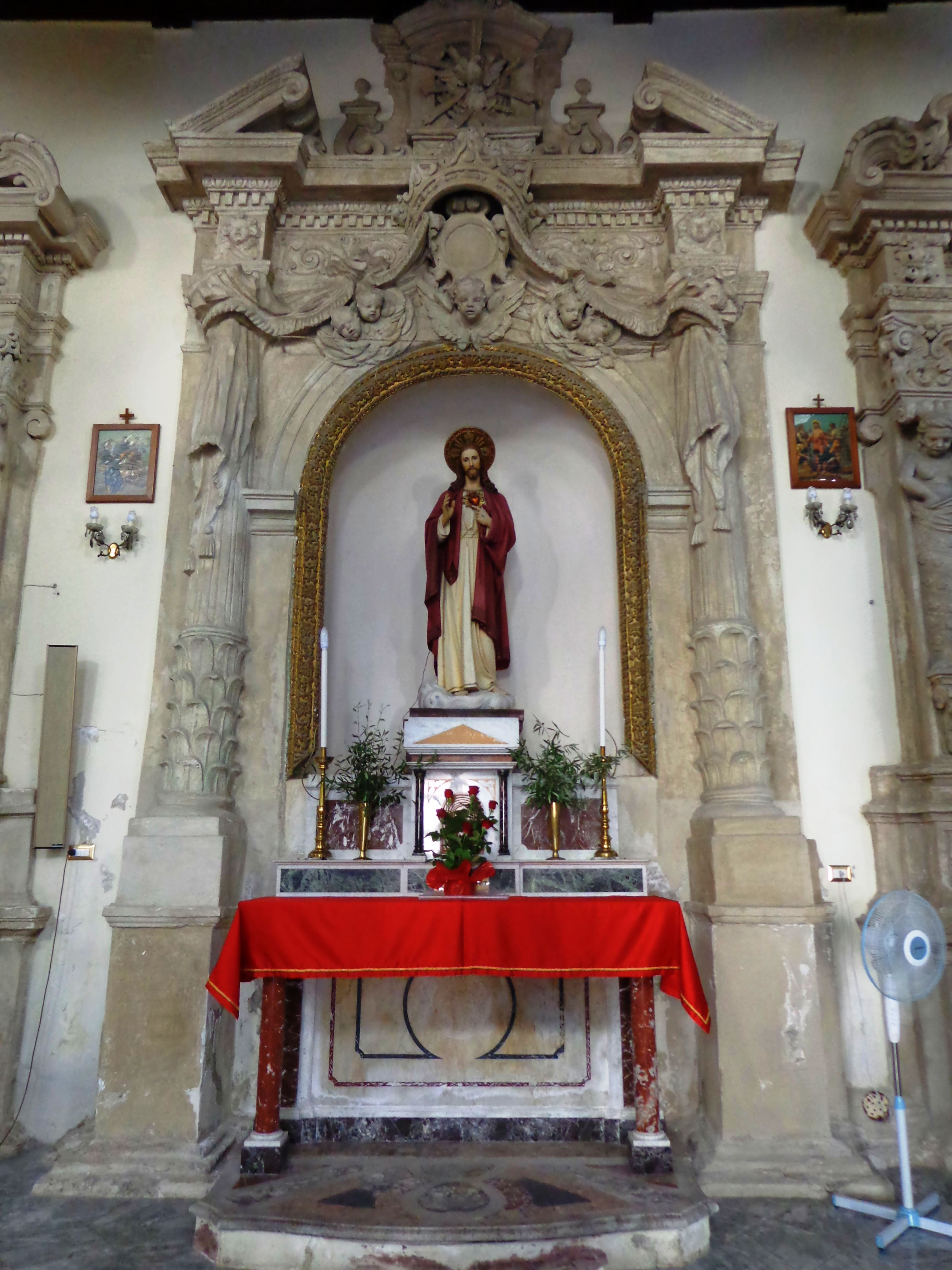
Altare del Sacro Cuore
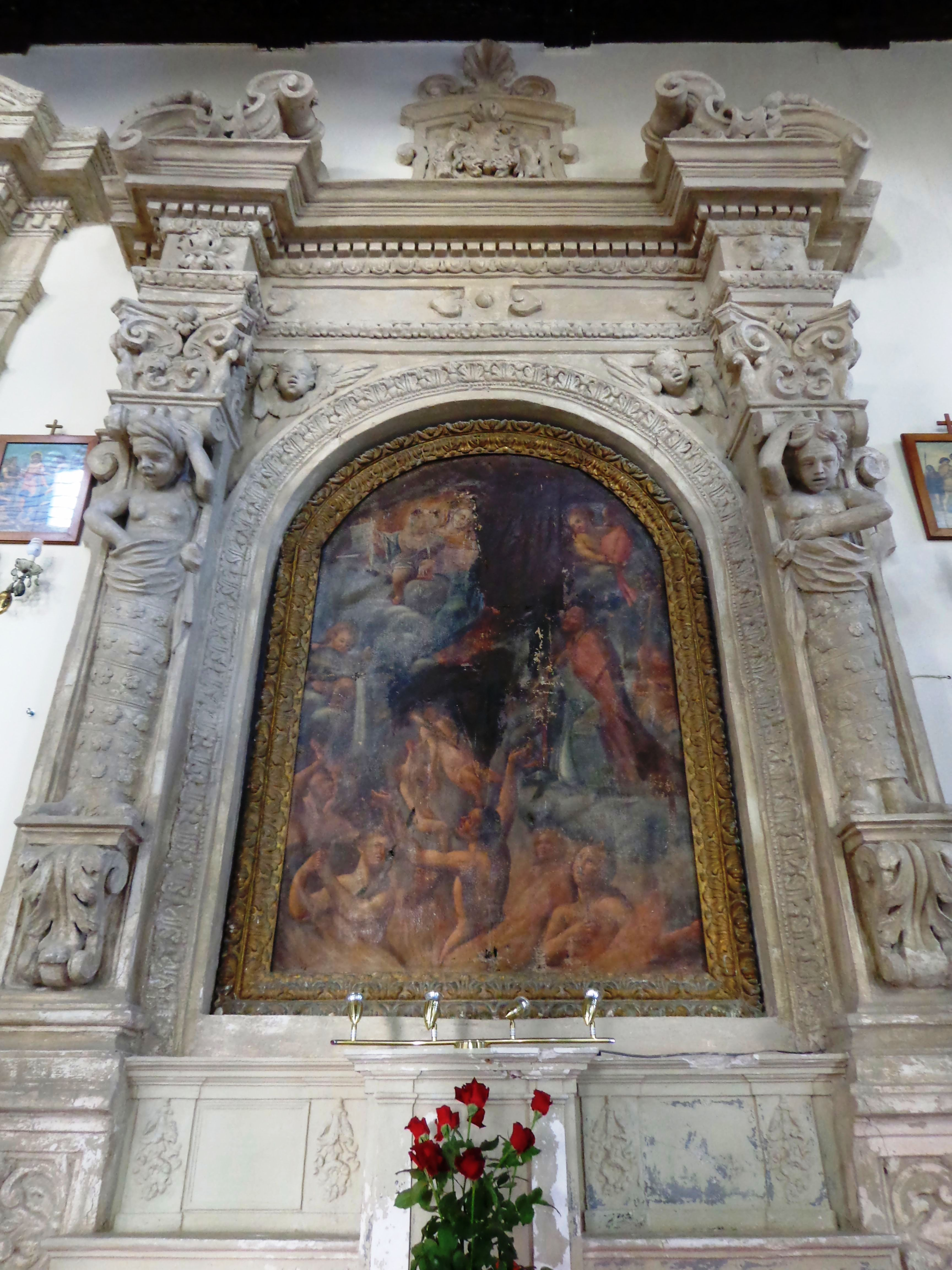
Altare delle Anime Purganti
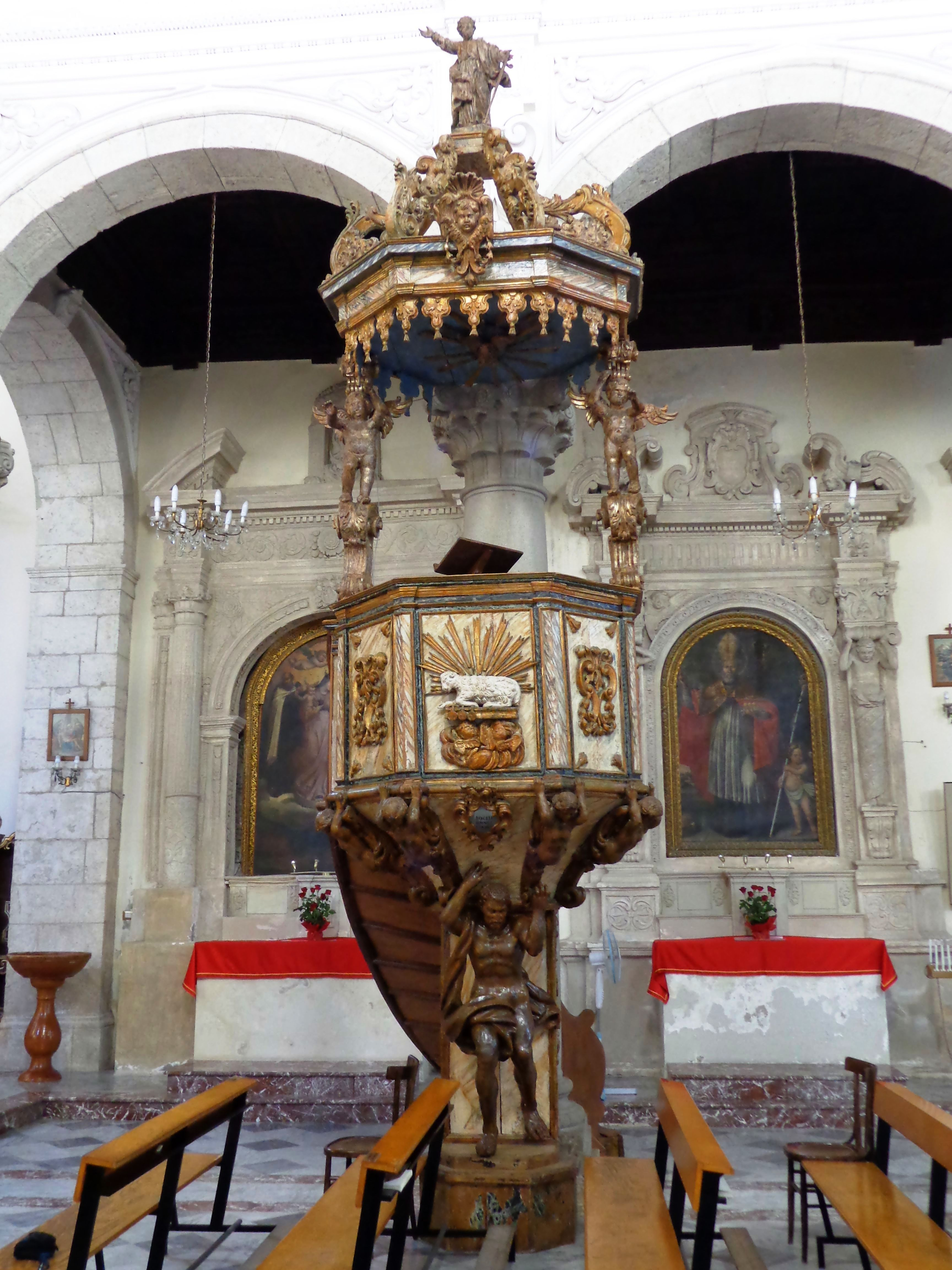
Pulpito ligneo
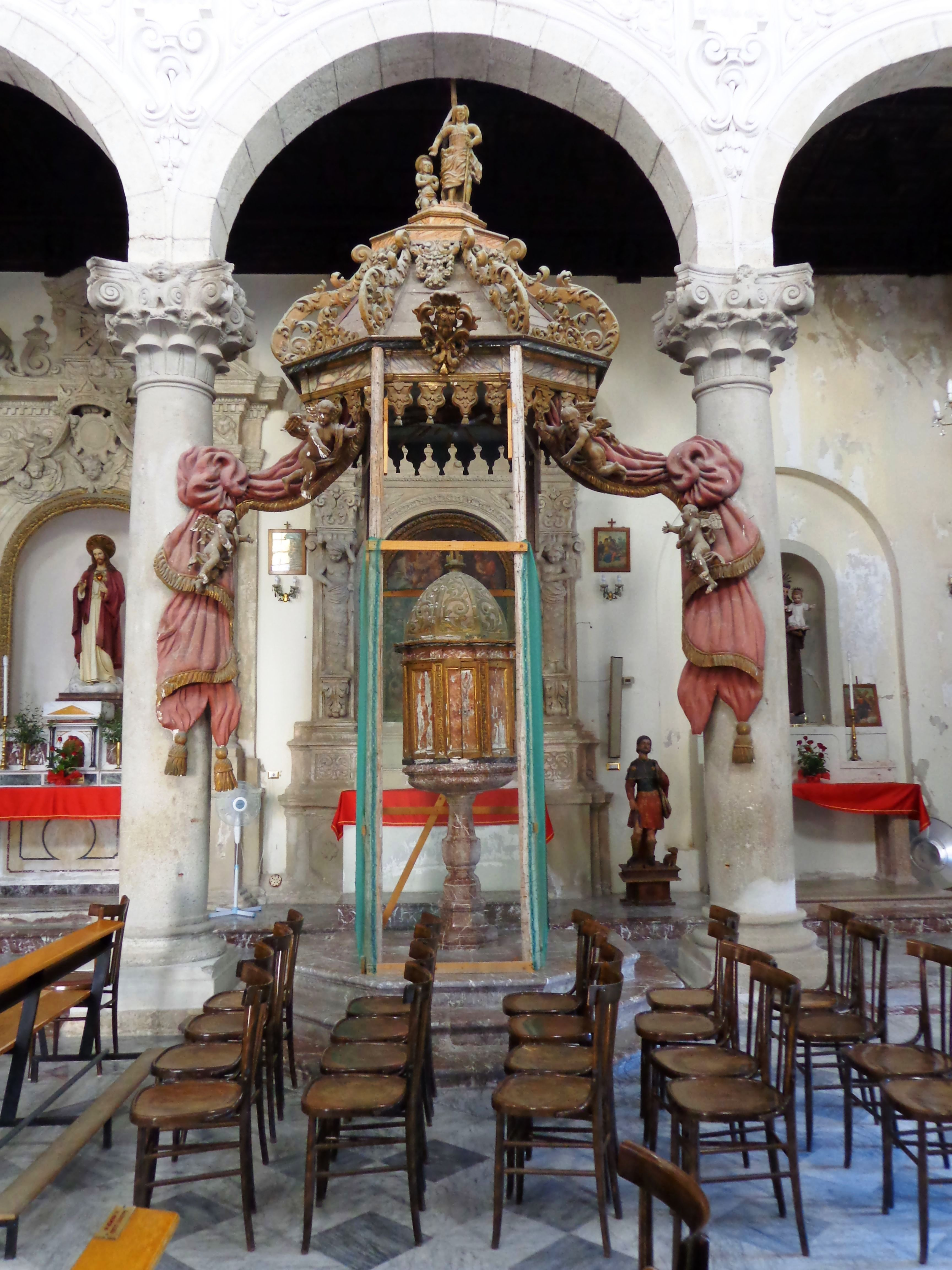
Baldacchino e fonte battesimale
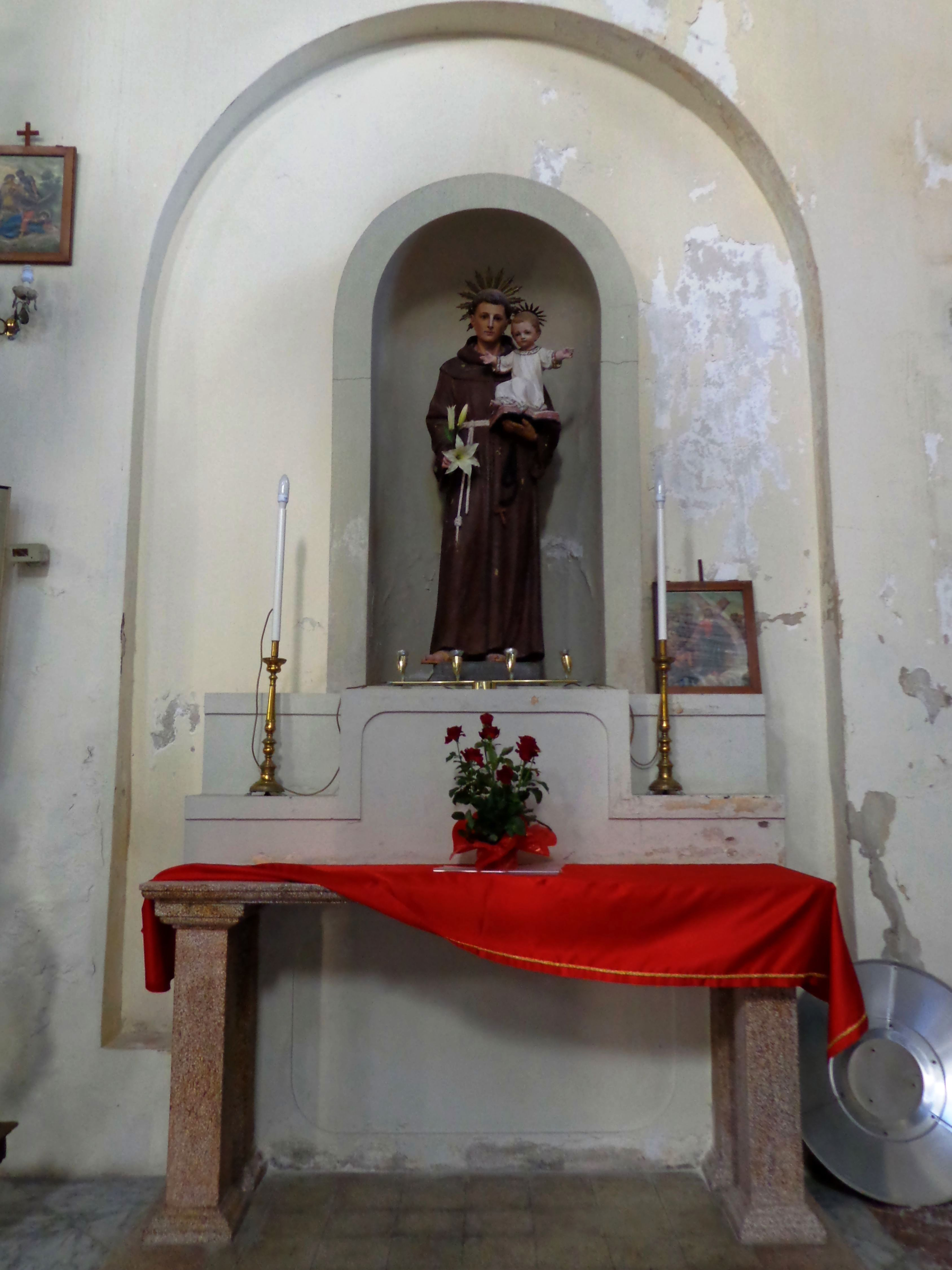
Altare Sant'Antonio di Padova